# Zarauz

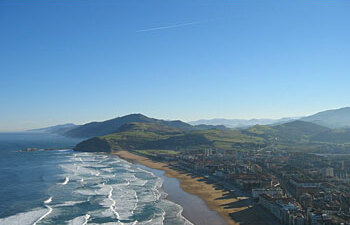
Vista aérea de Zarauz

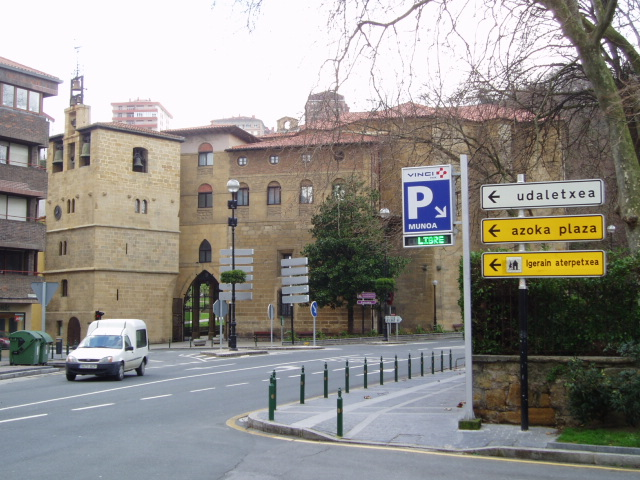
Torre de los Zarauz (actual campanario y Museo de Arte e Historia) y parroquia de Santa María la Real

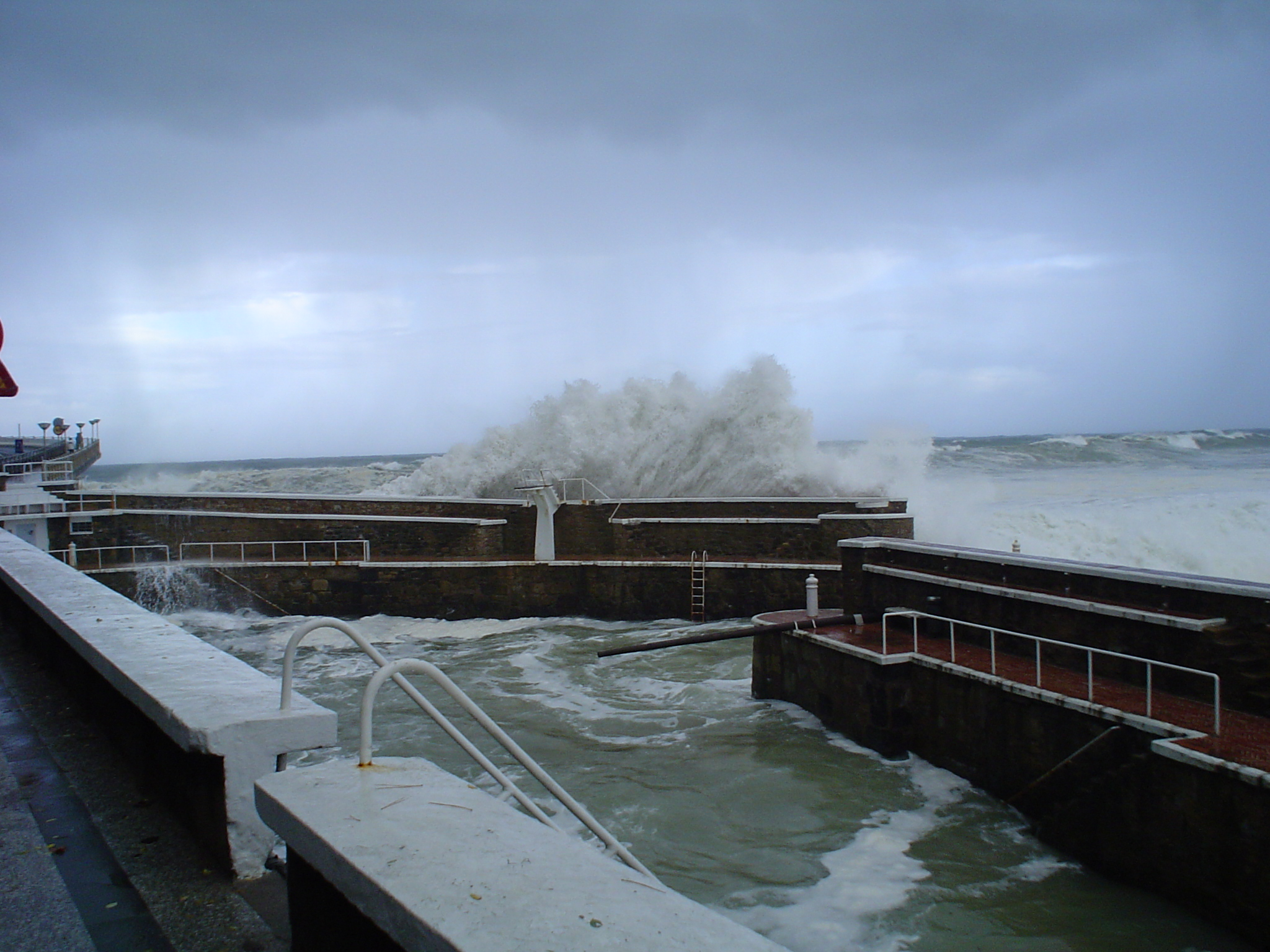
El puerto golpeado por el mar

Zarauz (oficialmente en euskera: Zarautz) es una localidad y municipio español situado en la parte oriental de la comarca de Urola Costa, en la provincia de Guipúzcoa, comunidad autónoma del País Vasco. En 2021, el 73 % de la población era vascohablante. Esta villa turística, que se encuentra ubicada en el centro de la Costa Vasca, limita al este y al sur con Aya y al oeste con Guetaria. Posee cuatro enclaves que limitan con los anteriores municipios: Alkortiaga, Elcano, Sola y Arbestain. Este último limita también con Aizarnazábal. Cuenta con una población de 23 370 habitantes (INE 2024), pero en la época estival alcanza frecuentemente los 45 000. Se encuentra a unos 15 km de la capital provincial, San Sebastián.
Zarauz fue fundada como villa en 1237 por Fernando III de Castilla. Hasta el siglo XVI, sus habitantes se dedicaban a la pesca, especialmente la de ballena. Después, con la desaparición de la ballena del Cantábrico, los zarauztarras fueron dedicándose a otros menesteres como la agricultura, la industria textil o la fabricación de muebles o barcos.
Según algunos manuscritos hallados, aunque no conclusos, en los astilleros de Zarauz se construyó la primera nave que dio la vuelta al Mundo, la nao Victoria, comandada por Juan Sebastián Elcano, nacido en la localidad vecina de Guetaria, a 3 km de Zarauz. 
La playa de Zarauz es la más extensa del País Vasco y una de las más largas del Cantábrico; por esta razón es conocida con el sobrenombre de "La Reina de las Playas". La zona próxima al paseo marítimo destacaba por la presencia de palacetes y viviendas construidas por la alta burguesía durante el siglo XIX, que han sido sustituidas progresivamente por edificios de viviendas de tres a cinco plantas. El Palacio de Narros, situado frente a la gran playa (2,8 km), fue lugar de veraneo de la reina Isabel II de España, así como de la reina consorte de Bélgica, Fabiola de Bélgica. 
En el extremo oriental de la playa, rodeando un campo de golf, se encuentra el biotopo protegido de Iñurritza, destacando la conjunción de dunas, marismas y acantilados, haciendo que se reúnan en este lugar especies florísticas y faunísticas con requerimientos diversos y de las dunas de arena conservadas del País Vasco, junto con las de las playas vizcaínas de La Arena en Musques, Barinatxe en Guecho, y Górliz.

## Topónimo
Aunque la familia Zarauz, que dominó la población durante el periodo medieval de las Guerras de Bandos ostentara el mote heráldico de "Zarauz antes que Zarauz", lo cierto es que las primeras noticias documentales del linaje que se conservan no son anteriores al siglo XIV, por lo que cabe pensar que la familia tomó el nombre de la población y no viceversa.
Según varios lingüistas, con Koldo Mitxelena a la cabeza, la base del topónimo Zarauz se encontraría en la palabra vasca txara o zara, que significa tanto jara como jaral. Un jaral es un tipo de sotobosque de matorral que se asienta sobre suelos pobres y que pudo haber ocupado la zona sobre la que se asentó la localidad. Algunos tipos de jaral son típicos de zonas arenosas litorales como la que ocupa Zarauz. 
Algunos etimologistas, como Luis Eleizalde vieron en el topónimo la forma Zara+(h)uts. Huts significa en euskera vacío y hueco, pero también puro; por lo que tradujeron el topónimo como "Jara pura", una etimología popular relativamente extendida, aunque refutada por el mismo Mitxelena.
Patxi Salaberri consideró construir el topónimo a partir de un original Zara+(h)otz , que significaría "Jaral frío". Esta etimología estaría basada en el supuesto hecho de que entre las menciones escritas a esta localidad, durante el siglo XIV se encuentran transcripciones como Çaraoz, Çaraos, junto a la de Çaraus, que parecen sugerir una antigua transformación de un diptongo original; ao->au; lo que daría verosimilitud a esta hipótesis.
Tradicionalmente el nombre del pueblo se ha escrito como Zarauz, desde al menos el siglo XV hasta finales del siglo XX. Durante el siglo XX comenzó a transcribirse también como Zarautz, de acuerdo a la pronunciación del nombre de la localidad en lengua vasca y al aplicarse las reglas de ortografía modernas de este idioma. En euskera el nombre de la población se pronuncia de forma diferente al castellano, su pronunciación es parecida a Sarautz.
Actualmente Zarauz es la denominación formal del pueblo en castellano y Zarautz en euskera. Desde 1980 la segunda es la única denominación oficial del municipio y en 1989 fue publicada en el BOE, por lo que actualmente es la única oficial para todas las instancias del Estado. 
Su gentilicio más habitual es el de zarauztarra, que es común para hombres y mujeres y que proviene de la lengua vasca. También existe el gentilicio zarauzano/-na, pero un término más bien en desuso. 

## Geografía
Integrado en la comarca de Urola Costa, se sitúa a 20 kilómetros de la capital donostiarra. El término municipal está atravesado por la Autopista del Cantábrico (AP-8), por la carretera N-634 entre los pK 17 y 20 y por la carretera provincial GI-2633, que conecta con Aizarnazábal, además de por carreteras locales que se alejan de la costa hacia el municipio limítrofe de Aya. 
El relieve del municipio está definido por el contraste entre la costa, con la extensa playa de Zarauz, y las montañas del interior, que ascienden hasta los 450 metros de altitud en el límite con el municipio de Aya. El pueblo se alza a 6 metros sobre el nivel del mar.
| Noroeste: Guetaria | Norte: Mar Cantábrico | Nordeste: Aya |
| Oeste: Guetaria    |                       | Este: Aya     |
| Suroeste: Aya      | Sur: Aya              | Sureste: Aya  |

### Parques y jardines
- Araba: bulevar ajardinado en la calle del mismo nombre entre la confluencia con las calles Aitza e Itaisoro, y Hegoalde con Buztin-zuri.
- Arrue: zona ajardinada que salva el desnivel entre la parte baja y alta del barrio de Azken Portu. Cuenta con juegos infantiles y dos centros de enseñanza, uno infantil y el otro para adultos (EPA).
- Erramu-iturri: jardines con diversos paseos junto a la avenida Nafarroa. Originalmente contaba con una fuente.
- Geltoki: pequeña zona ajardinada junto a la estación de tren del centro.
- Gure Ametsa: parque urbano de pequeñas dimensiones en la avenida de Nafarroa. Destacan sus palmeras, así como una máquina antigua de la Diputación Foral de Guipúzcoa para labores de conservación de carreteras.
- Iñurritza: En esta campa se celebran numerosas celebraciones populares como la Fiesta Vasca, las semanas regionales de Extremadura y Galicia, las fiestas patronales de San Pelayo etc. Muchos zarauztarras lo conocen como "la pradera".
- Arrosategi (La Rosaleda): jardines con pequeños paseos junto a la iglesia parroquial de Santa María la Real, en el centro. Se cierra por la noche.

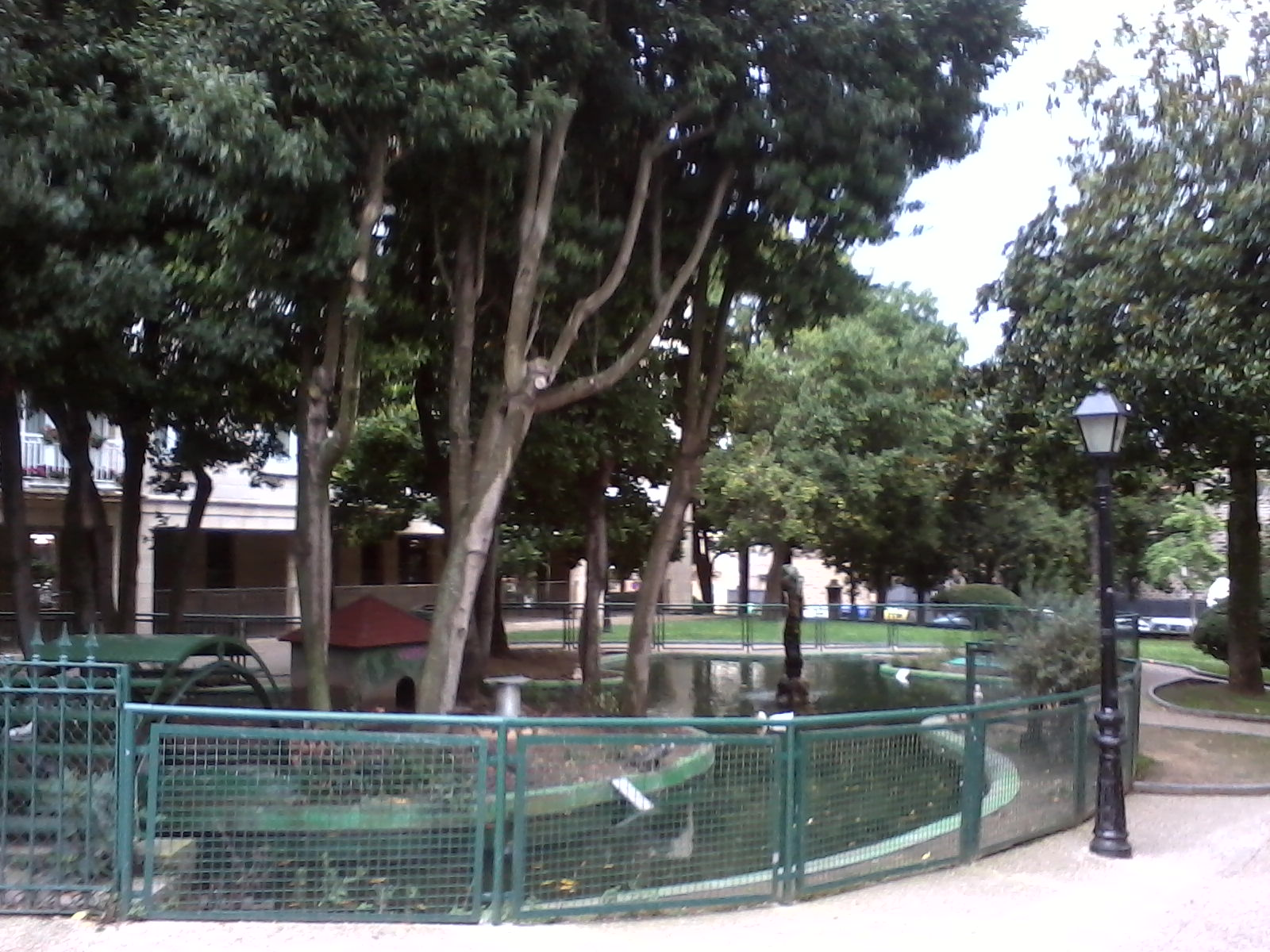
Parque de patos anexo a Villa Munda

- Muntxio o Montetxio: parque periurbano en las faldas del monte Santa Bárbara. Cuenta con terrazas sobre el mar y un sendero desde el que se puede ascender hasta la ermita de Santa Bárbara. Carece de servicio de vigilancia y recogida de basuras.
- Pilartxo-enea: Jardines y un parque infantil junto al conjunto residencial del mismo nombre.
- Sanz-enea: Zona ajardinada junto a la biblioteca municipal de Sanz-Enea.
- Torre Luzea: Sirve de paso entre la avenida Nafarroa y la calle Nagusia (Mayor). Cuenta con un estanque, área de juegos infantiles y dos conjuntos monumentales dedicados a los zarauztarras Xabier Lizardi e Iñaki Eizmendi "Basarri", poeta y versolari respectivamente.
- Vista Alegre: parque periurbano en el barrio del mismo nombre. Antigua finca particular, su propietario plantó en sus dominios árboles de diferentes lugares del mundo. Cuenta con un importante valor botánico. En su parte más elevada, tiene un mirador construido en 1913 en hormigón armado conocido como "el torreón" desde el cual puede verse parte de la ciudad.
- Zuhaizti: Zona verde conocida como "el parque de los patos" con diversos paseos abierta en una antigua finca particular. Cuenta con un estanque con aves y diversas esculturas así como un monumento dedicado al Maestro Francisco Escudero. En dicho parque se sitúa el conservatorio municipal, en el palacete Villa Munda.
- Igerain Gain: situado en la plaza del mismo nombre en el barrio de Salbide, en el cual abundan los cerezos. Tiene un parque infantil, 4 mini-frontones, un baño público y un pequeño campo multideporte.

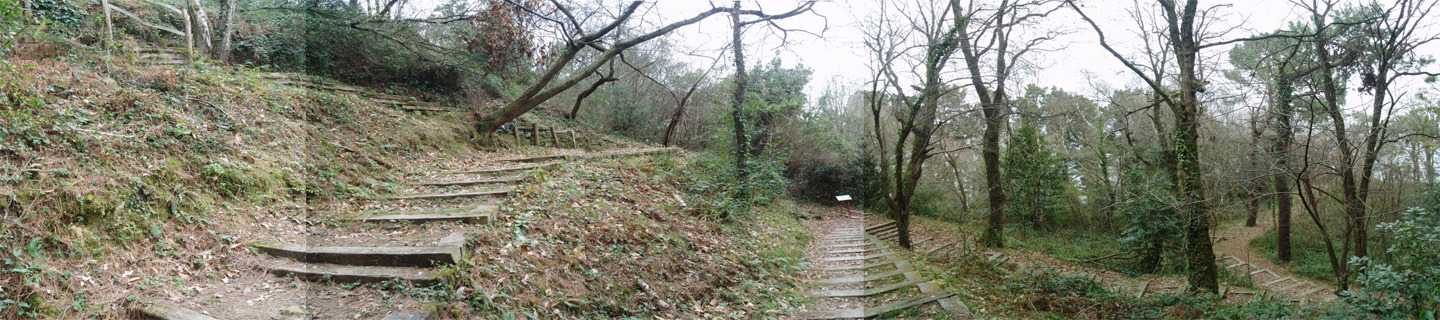
Panorámica de las escaleras de ascenso desde el parque de Muntxio o Montetxio hacia Santa Bárbara

## Demografía
Zarauz cuenta con una población de 23 370 habitantes (INE 2024).
| Gráfica de evolución demográfica de Zarauz entre 1842 y 2021                                                        |
| |
| Población de derecho según los censos de población del INE Población de hecho según los censos de población del INE |

## Economía

### Turismo
Zarauz, desde que la reina Isabel II de España lo eligiera como lugar de veraneo (Palacio de Narros) ha ido creciendo como ciudad turística. Tras Isabel II fueron muchos los aristócratas y gentes de clase alta, que comenzaron a pasar los meses de verano en Zarauz: el marqués de Narros, la Reina María Cristina, el Rey Alfonso XIII, Balduino de Bélgica, la Duquesa de Alba o don Pascual Madoz entre otros. Los aristócratas que veraneaban en Zarauz a primeros de siglo eran pocos, pero atrajeron a otros. De este modo destacados nobles empezaron a visitar la villa, encontrando en ella grandes atractivos: su belleza, la proximidad de San Sebastián, ciudad de veraneo de la corte; la cercanía de Biarritz, frecuentado por los elegantes etc. También acudieron a Zarauz personalidades más variopintas como Humberto de Saboya (último rey de Italia), Eugenio D'Ors, Ignacio Zuloaga, Marlene Dietrich, Jackie Kennedy, María Guerrero...
La aristocracia se hospedó en el Gran Hotel (hoy en día desaparecido) y comenzaron a construir sus villas, hicieron el golf y toda la infraestructura social y festiva que su largo veraneo requería. Estas familias venían a Zarauz acompañadas de todo un séquito a su servicio, al que hay que añadir a los que contrataban del pueblo. La señora tenía su doncella particular, el señor su ayuda de cámara. Cada dormitorio de los hijos o bien disponía de doncella propia o bien había dos o tres para toda la casa. Estas se repartían el cuidado de la puerta, del teléfono, limpiaban la plata y las habitaciones. Disponían de mozo de comedor, cocinero y pinche. Si los hijos eran pequeños los atendían tres señoritas: mademoiselle, miss, y froilán, que se encargaban también de su educación; lo que en otras familias hacía un preceptor. Añádase el chofer y el lacayo. A esta lista incorporaban en Zarauz a la lavandera, planchadora y pinche de cocina. El jardinero y su familia se encargaban del cuidado de la casa durante todo el año, hacían los colchones al estilo inglés y preparaban la villa cuando venían los señores. Se podría pensar que no trabajaban demasiado siendo tanto el servicio; nada más lejos de la realidad. Se trataba de grandes casas con familias numerosas a las que se añadían muchos invitados. Hubo alguna villa en la que se juntaban de setenta a noventa personas.
Con los años, el concepto de veraneo fue cambiando dando paso a un municipio que ha ido creciendo constantemente tanto en edificaciones como en habitantes. Hoy en día, la ciudad es el más importante centro de atracción del turismo del País Vasco, junto con Bilbao y San Sebastián. Su playa, la más extensa del País Vasco con casi 3 kilómetros, atrae sobre todo en época estival a miles de turistas y surfistas. En septiembre, se celebra el Campeonato Rip Curl Pro Zarautz, puntuable para el mundial de surf. A pie de playa, colindante con la zona denominada Desertu Txikia ("desierto pequeño" en euskera), se encuentra el Hotel Restaurante Karlos Arguiñano. Justamente es este antiguo palacete junto con la villa familiar restaurada en hotel con encanto, hotel Roca Mollarri y el hotel Zarauz, los tres lugares de mayor solera de la ciudad balnearia que guardan el lustre de otros tiempos.
Actualmente, Zarauz, durante el verano, se convierte en la segunda ciudad de Guipúzcoa en número de habitantes tras su capital, San Sebastián.
Según las estadísticas de la Oficina de Turismo de Zarauz, una mayor parte de los turistas proceden de Navarra, Comunidad de Madrid, Cataluña, Francia, Italia, Reino Unido y Nueva Zelanda. Estos últimos sobre todo en julio, ya que Zarauz acoge a buena parte de los oceánicos e ingleses que vienen a los Sanfermines de la cercana Pamplona.
Según un estudio del Departamento de Vivienda del Ayuntamiento de Zarauz, alrededor de un 20 % de las casas de Zarauz están vacías habitualmente y son destinadas como segunda vivienda[cita requerida]. Esta cifra baja hasta el 5 % en agosto, donde el 95 % de las viviendas están ocupadas.

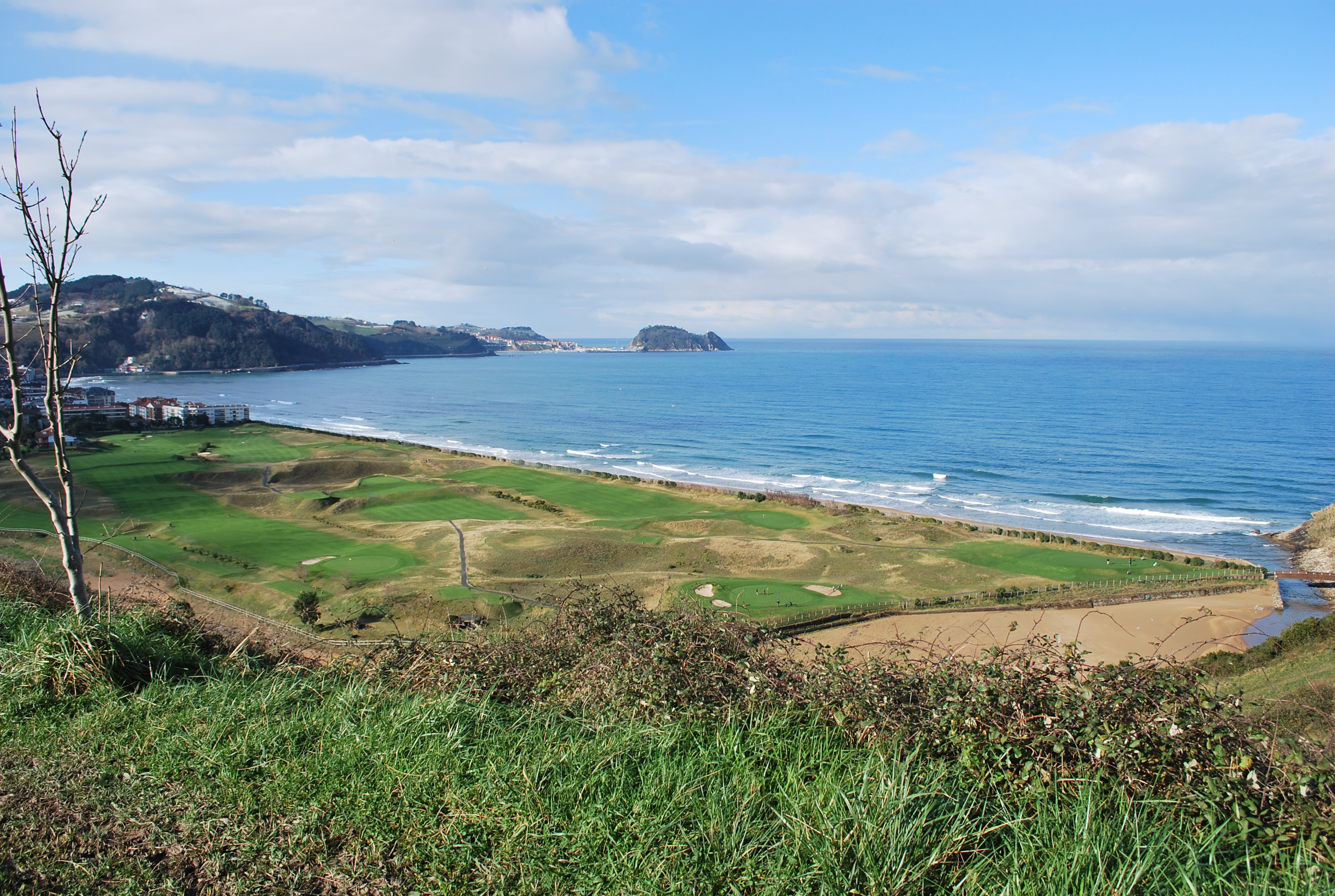
Vista general del campo de golf de Zarauz con la playa, el mar y el «ratón» de Guetaria al fondo
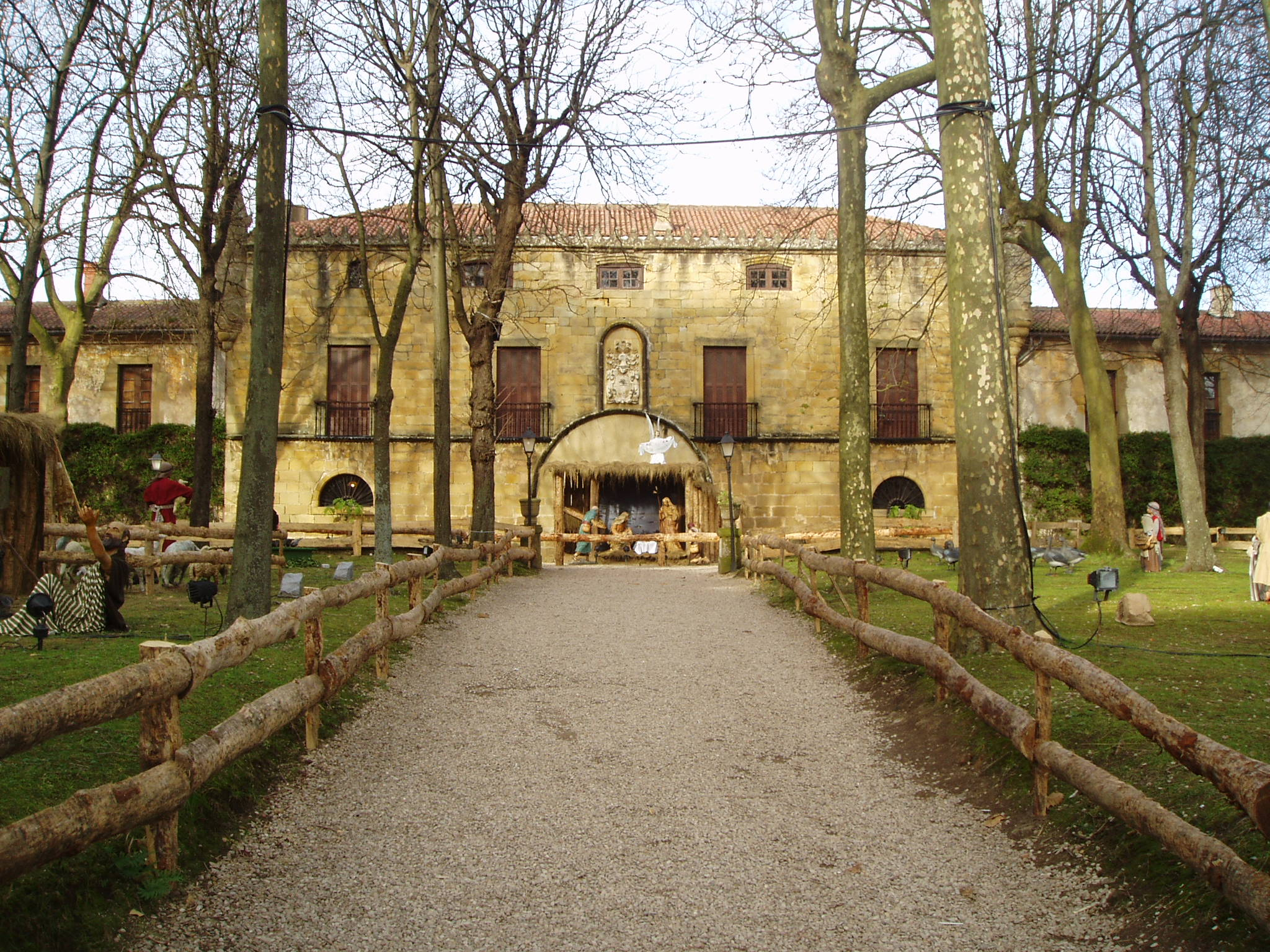
Palacio de Narros en Navidad, época en la que en sus jardines se instala un Belén
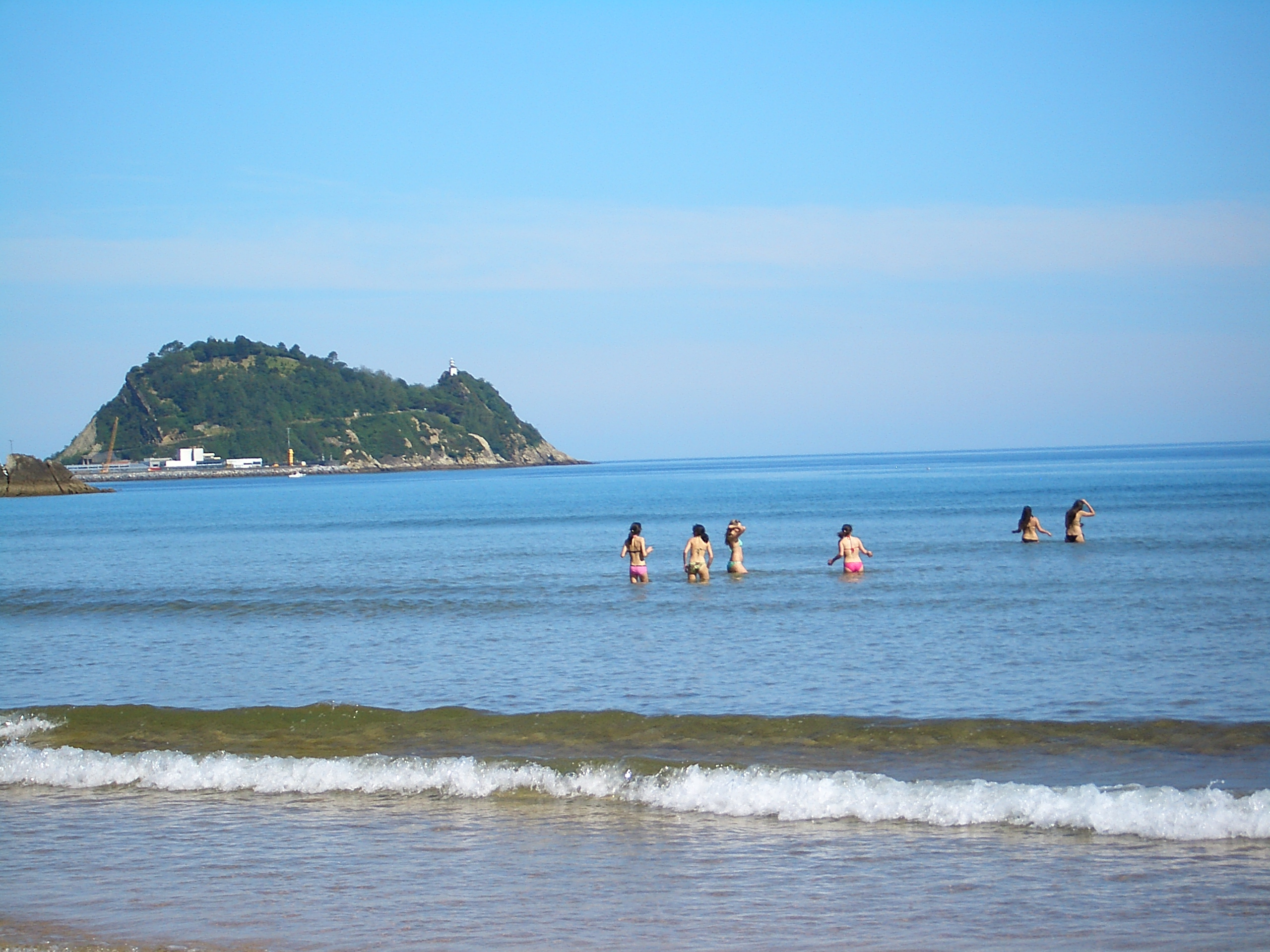
Bañistas en la playa de Zarauz
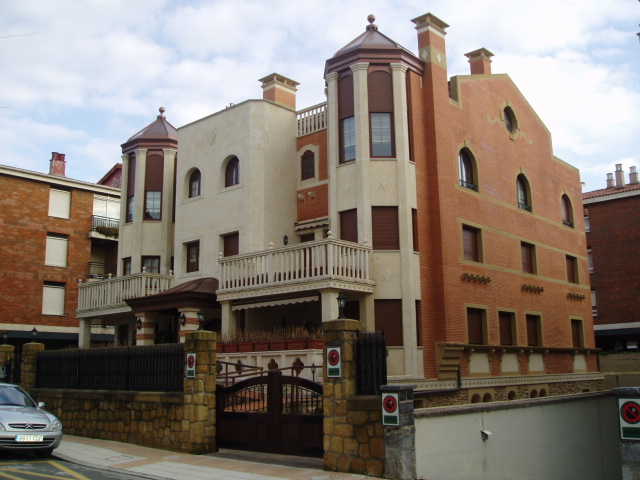
Un edificios de viviendas cerca de la playa, en el barrio de Mendilauta

### Alojamiento y hostelería

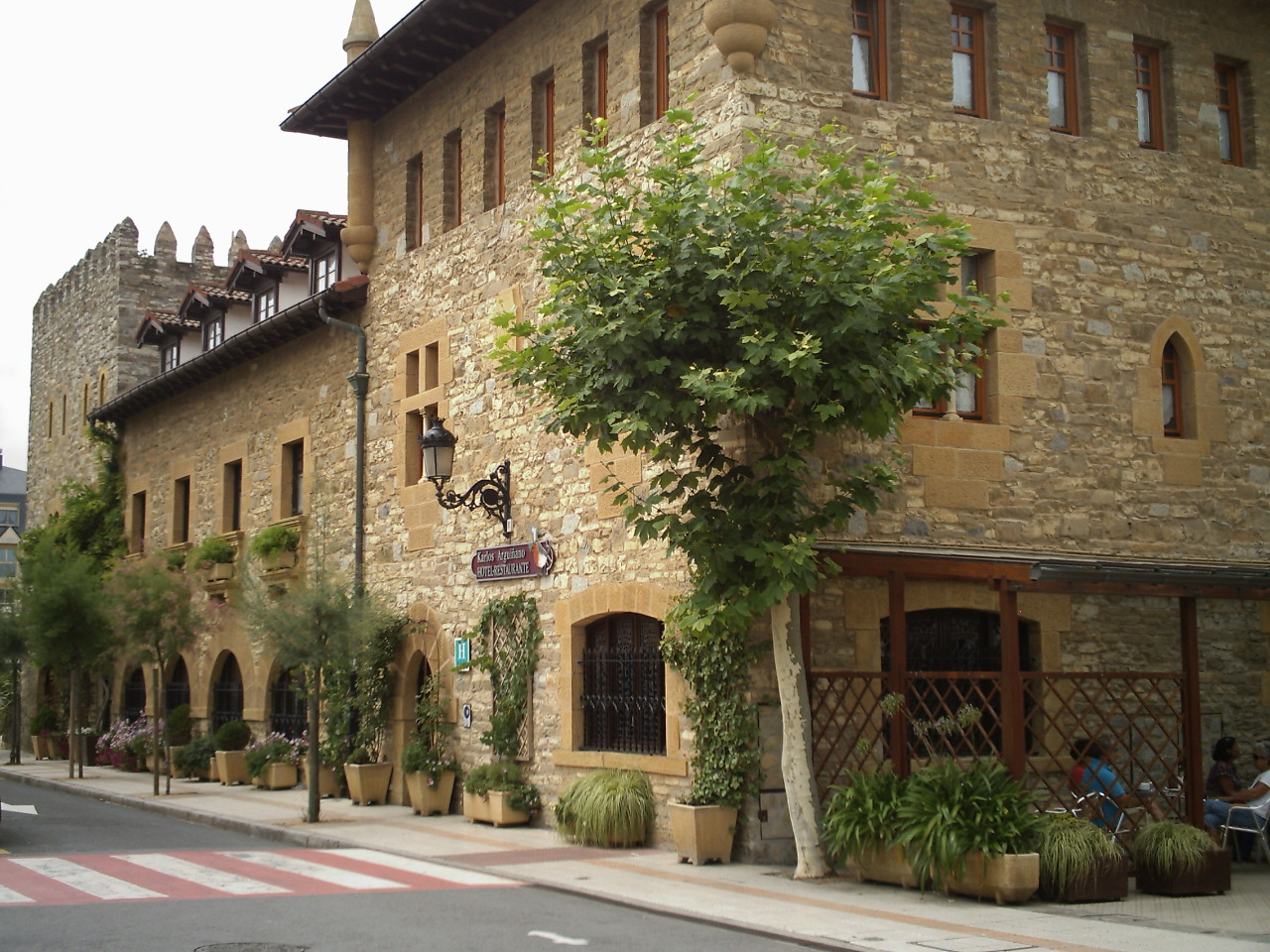
Hotel Restaurante Karlos Arguiñano, en la calle Mendilauta

La villa dispone de 6 hoteles, 7 apartamentos turísticos, 8 hostales y pensiones, 3 albergues, 2 cámpines y 5 alojamientos rurales.
También tiene repartidos por sus calles un total de 35 restaurantes, dos sidrerías así como bodegas de txakoli y más de un centenar de bares o cafeterías.

### Industria
El sector industrial está también presente en Zarauz, aunque aquí tiene un peso relativo menor que otras localidades vascas más industrializadas. Entre otros sectores, está presente la construcción, fabricación y mantenimiento de extintores, sistemas de seguridad, fabricación de bombas hidráulicas, muebles, instrumentos musicales, fabricación de parques infantiles o imprentas.
A finales de 1996 se comenzó a instalar los primeros conductos de gas natural en Zarauz. Hoy en día el uso del gas natural está generalizado en casi todos los hogares.

## Administración y política

### Gobierno municipal

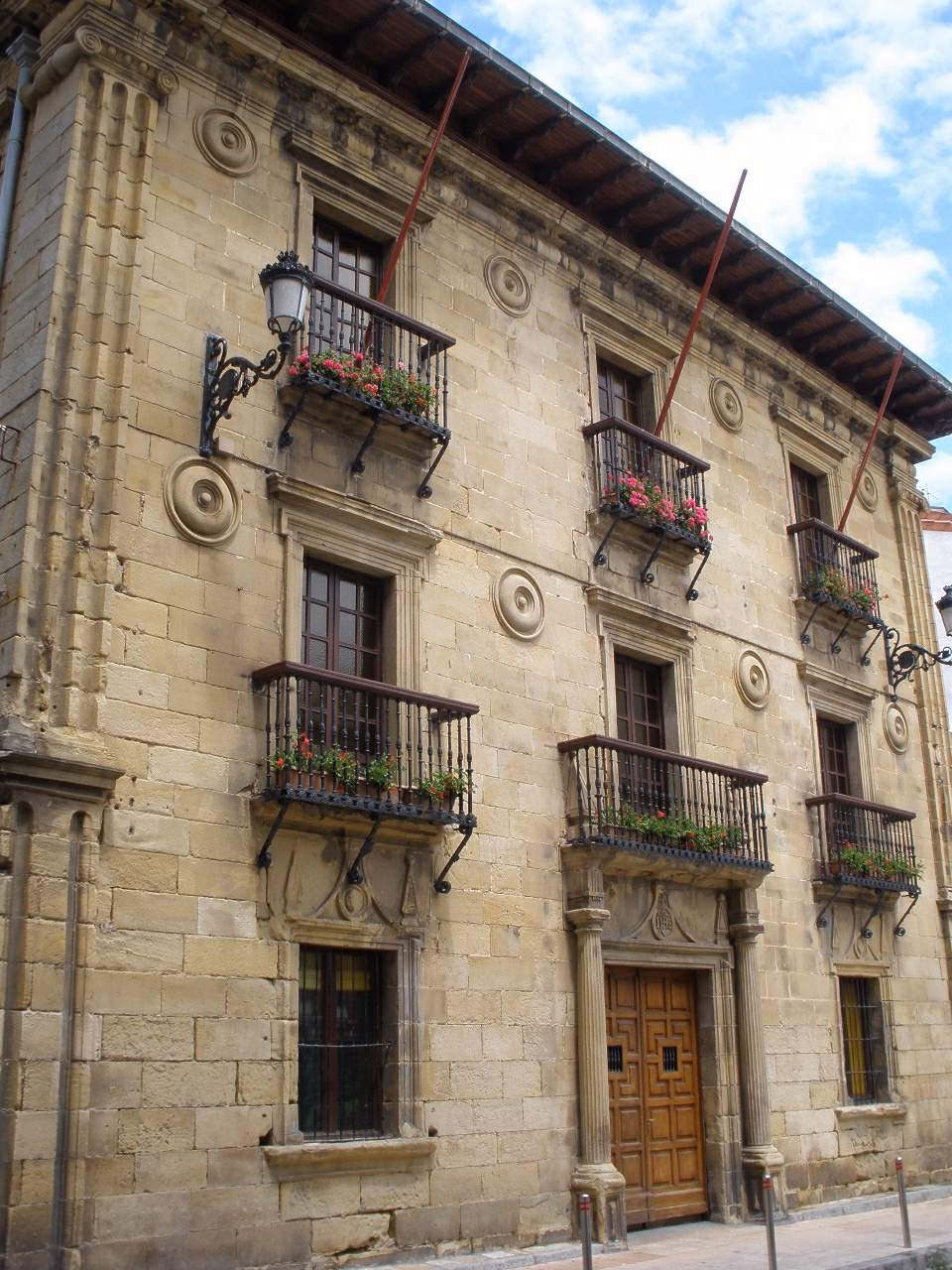
Palacio Portu, actual sede del Ayuntamiento de Zarauz

Zarauz históricamente se ha considerado como bastión de Eusko Alkartasuna, con la figura de Imanol Murua (que fuera Diputado General de Guipúzcoa entre 1985 y 1991) como máximo exponente. En Zarauz se fraguó la escisión del Partido Nacionalista Vasco (PNV), y también nació con fuerza Eusko Alkartasuna (EA), de la mano de Carlos Garaikoetxea. También cuajó en la ciudad la convergencia entre el Partido Socialista de Euskadi (PSE) y el partido nacionalista Euskadiko Ezkerra (EE). En 2009, los críticos de Eusko Alkartasuna decidieron escindirse y crear su propio partido denominado Hamaikabat en una asamblea celebrada en Zarauz. Los 5 concejales de EA se pasaron a Hamaikabat.
En las elecciones del 2007 se produjo un triple empate a ediles, siendo EA el partido más votado, empatado a 5 concejales con el PNV y el PSE-EE. La coalición Ezker Batua Berdeak-Aralar irrumpió con 4 ediles mientras que el PP, mantuvo sus 2 ediles aún perdiendo 400 votos. Los votos nulos, fueron 1866 (17,11 %) atribuidos a ANV, que fue ilegalizada en el municipio y que, de haber sido legal, suponiendo estos votos como de ANV, todos los partidos hubieran cosechado 4 ediles excepto el PP, que hubiese obtenido 1.
Tras los igualados resultados electorales y la marcha de la anterior alcaldesa Maite Etxaniz a la Diputación Foral de Guipúzcoa, las negociaciones para formar gobierno municipal fueron largas. En ese momento se planteó formar un gobierno de concentración de todos los grupos políticos zarauztarras. De esta manera, el gobierno municipal estuvo formado por Hamaikabat! (EA), PNV, PSE-EE y EBB-Aralar con la colaboración del PP, asumiendo este la concejalía de Comercio y Hostelería. Se trató del primer municipio importante vasco en el que gobernaban todos los partidos.
Las elecciones municipales de 2011 tuvieron una novedad: la presencia de EH Bildu, coalición formada por Eusko Alkartasuna, Alternatiba (escisión soberanista de Ezker Batua) y la legalizada Sortu. Fue la fuerza que ganó las elecciones y gobernó con el apoyo de Aralar (después se incluiría a la coalición). La irrupción de la coalición, tuvo como consecuencia una importante modificación del reparto de concejales en el consistorio zarauztarra, con respecto a los comicios anteriores.
En las elecciones municipales de 2015, el PNV pasó a ser la fuerza más votada, por primera vez desde la transición, sumando 4 concejales más hasta llegar a los 10 y tras alcanzar un acuerdo de gobierno con el PSE-EE gobernaron juntos la legislatura con mayoría absoluta sumando 12 concejales. Otra novedad fue la irrupción de la coalición Irabazi (Ahal dugu - Podemos, Equo y Ezker Anitza) con 2 concejales y la desaparición del único concejal del PP.
Los comicios municipales de 2019 tuvieron un resultado similar a la de la anterior legislatura tan solo con el intercambio de un concejal, que perdió la coalición de izquierdas de Podemos Equo Berdeak y lo ganó la coalición soberanista EH Bildu. Gobernó el PNV junto con el PSE-EE.
| Periodo   | Nombre                        | Partido | Partido                                                      |
| --------- | ----------------------------- | ------- | ------------------------------------------------------------ |
| 1979-1985 | Imanol Murua Arregi           |         | Euzko Alderdi Jeltzalea-Partido Nacionalista Vasco (EAJ-PNV) |
| 1985-1987 | Ander Alberdi Alberdi         |         | Euzko Alderdi Jeltzalea-Partido Nacionalista Vasco (EAJ-PNV) |
| 1987-1995 | Antonio Alberdi Zabalegi      |         | Eusko Alkartasuna (EA)                                       |
| 1995-1999 | Imanol Murua Arregi           |         | Eusko Alkartasuna (EA)                                       |
| 1999-2007 | Maite Etxaniz Balentziaga     |         | Eusko Alkartasuna (EA)                                       |
| 2007-2009 | Jon Urien Crespo              |         | Eusko Alkartasuna (EA)                                       |
| 2009-2009 | Jon Urien Crespo              |         | No adscrito                                                  |
| 2011-2015 | Juan Luis Illarramendi Roteta |         | Euskal Herria Bildu (EH Bildu)                               |
| 2015-act. | Xabier Txurruka Fernández     |         | Euzko Alderdi Jeltzalea-Partido Nacionalista Vasco (EAJ-PNV) |

| Partido político                                              | 2023  | 2023       | 2019  | 2019       | 2015  | 2015       | 2011  | 2011       | 2007  | 2007       |
| Partido político                                              | %     | Concejales | %     | Concejales | %     | Concejales | %     | Concejales | %     | Concejales |
| Euzko Alderdi Jeltzalea-Partido Nacionalista Vasco (EAJ-PNV)  | 41,42 | 10         | 45,27 | 10         | 41,84 | 10         | 25,05 | 6          | 22,93 | 5          |
| Euskal Herria Bildu (EH Bildu)-Bildu                          | 39,34 | 9          | 36,04 | 8          | 31,56 | 7          | 37,82 | 9          | —     | —          |
| Partido Socialista de Euskadi-Euskadiko Ezkerra (PSE-EE PSOE) | 9,28  | 2          | 9,04  | 2          | 10,66 | 2          | 13,1  | 3          | 21,22 | 5          |
| Ahal Dugu Podemos-Equo Berdeak (en 2015 más Ezker Anitza-IU)  | 4,14  | 0          | 5,13  | 1          | 9,87  | 2          | —     | —          | —     | —          |
| Partido Popular del País Vasco (PP)                           | 3,56  | 0          | 3,39  | 0          | 3,73  | 0          | 8,3   | 1          | 10,52 | 2          |
| Ezker Batua-Berdeak (EB-B)-Aralar                             | —     | —          | —     | —          | —     | —          | 9,2   | 2          | 19,05 | 4          |
| Hamaikabat (H1!)                                              | —     | —          | —     | —          | —     | —          | 4,61  | 0          | —     | —          |
| Eusko Alkartasuna (EA)                                        | —     | —          | —     | —          | —     | —          | —     | —          | 23,85 | 5          |

#### Corporación municipal (2023-)
| Alcalde                     | Xabier Txurruka Fernández      | EAJ-PNV  |
| Teniente de alcalde         | Jesús Arana Gómez              | EAJ-PNV  |
| Concejala                   | Irune Urbieta Alberdi          | EAJ-PNV  |
| Concejal                    | Iban San Martín Hernández      | EAJ-PNV  |
| Concejala                   | Naiara Mendivil Ayerza         | EAJ-PNV  |
| Concejala                   | Leire Arana Olabarrieta        | EAJ-PNV  |
| Concejala                   | Estibaliz Agirre Uranga        | EAJ-PNV  |
| Concejal                    | Iker Basurko De Miguel         | EAJ-PNV  |
| Concejala                   | Garbiñe Oiarbide Iruretagoiena | EAJ-PNV  |
| Concejal                    | Gervasio Gabirondo Fernández   | EAJ-PNV  |
| Segunda teniente de alcalde | Gloria Vázquez Herranz         | PSE-EE   |
| Concejal                    | Inaxio Illarramendi Lizarreta  | PSE-EE   |
| Concejala                   | Itziar Murua Uria              | EH Bildu |
| Concejal                    | Ion Arozena Eizagirre          | EH Bildu |
| Concejala                   | Ainara Landa Argote            | EH Bildu |
| Concejal                    | Ander Lucas Aranceta           | EH Bildu |
| Concejala                   | Eider Gurrutxaga Larrañaga     | EH Bildu |
| Concejal                    | Mikel Agirre Etxaniz           | EH Bildu |
| Concejala                   | Ainhize Larramendi Larrarte    | EH Bildu |
| Concejala                   | Esther Agirre Ruiz             | EH Bildu |
| Concejal                    | Jesús Goikoetxea Balentziaga   | EH Bildu |

### Elecciones al Parlamento Vasco de 2024
El 21 de abril de 2024 se celebraron elecciones al Parlamento Vasco. Estos fueron los resultados en Zarauz:
| Elecciones al Parlamento Vasco, 21 de abril de 2024 |       |       |
| Partido                                             | Votos | %     |
| EH Bildu                                            | 4963  | 40,94 |
| EAJ-PNV                                             | 4941  | 40,76 |
| PSE-EE                                              | 1039  | 8,57  |
| PP                                                  | 504   | 4,16  |
| Sumar                                               | 260   | 2,14  |
| Elkarrekin Podemos                                  | 206   | 1,70  |

### Organización territorial
Zarauz se divide en 26 barrios urbanos y rurales:

#### Barrios urbanos

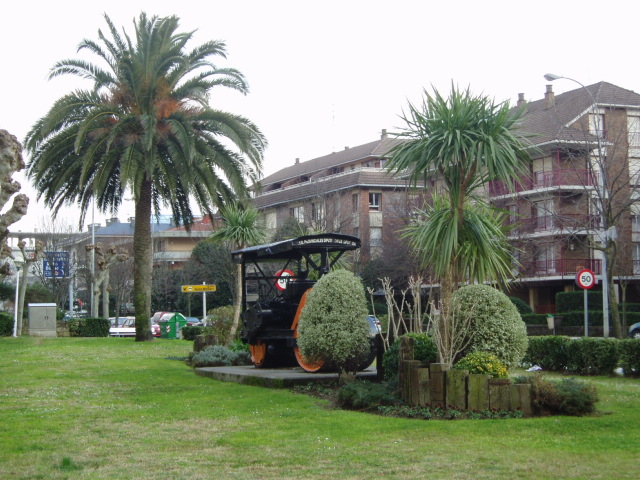
Jardines de Gure Ametsa en el barrio de Mendilauta. En el centro de la imagen, una antigua apisonadora de la Diputación Foral de Guipúzcoa

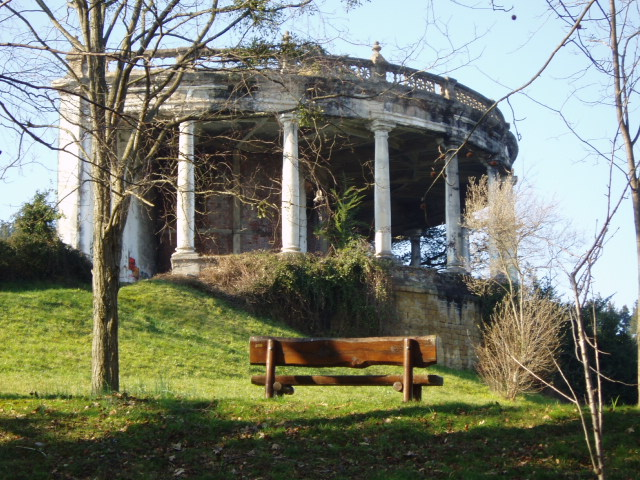
Torreón del parque de Vista Alegre

- Alde Zaharra (casco antiguo)
- Aritzbatalde
- Azken Portu
- Ensanche
- Hegoalde
- Hiruerreketa
- Iñurritza - San Pelayo
- Irita
- Itxasmendi
- Mendilauta (zona residencial)
- Mitxelena
- Salberdin
- Salbide
- Talaimendi (zona residencial)
- Vista Alegre
- Zelaiondo
- Santa Clara

#### Barrios rurales y exclaves
- Abendaño (zona industrial)
- Aitze
- Alcortiaga (exclave lindante con Aya y Guetaria)
- Arbestain (exclave lindante con Aizarnazábal, Aya y Guetaria)
- Argoin
- Asti
- Elcano (exclave rodeado por Aya)
- Errotaberri
- Santa Bárbara
- Sola (exclave rodeado por Aya)
- Talaimendi
- Untzain
- Urteta

## Patrimonio

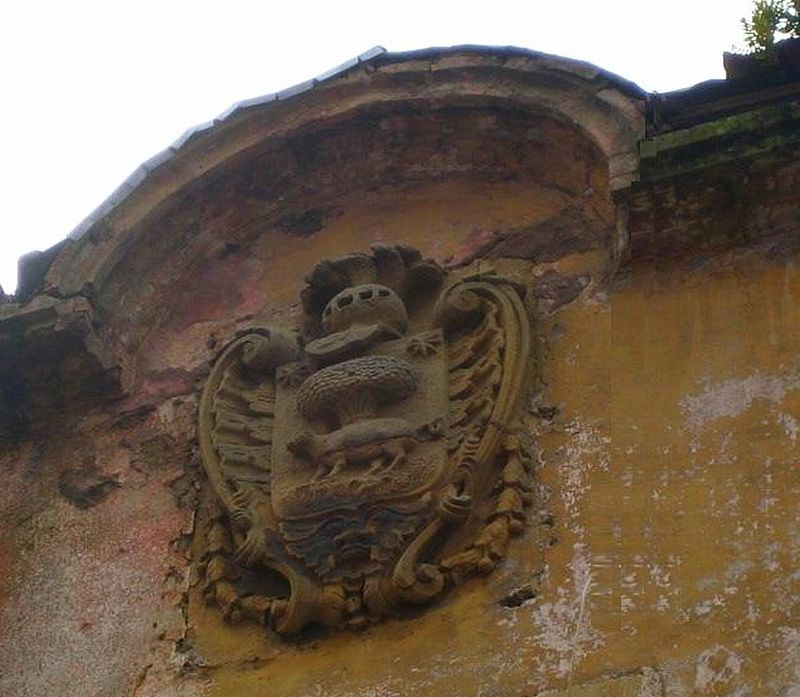
Escudo de piedra en un edificio de Zigordia Kalea

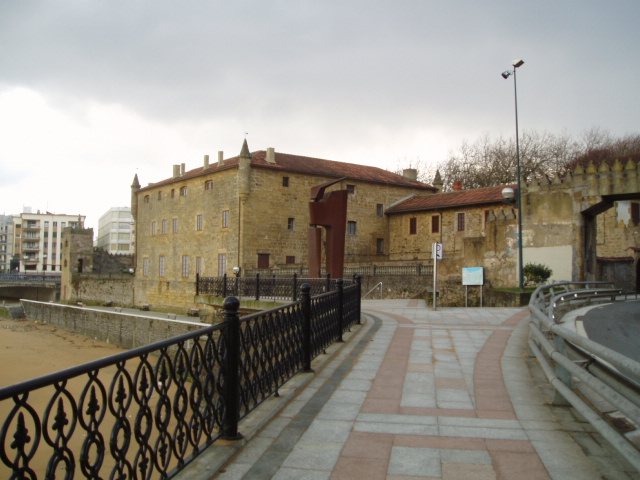
El palacio de Narros

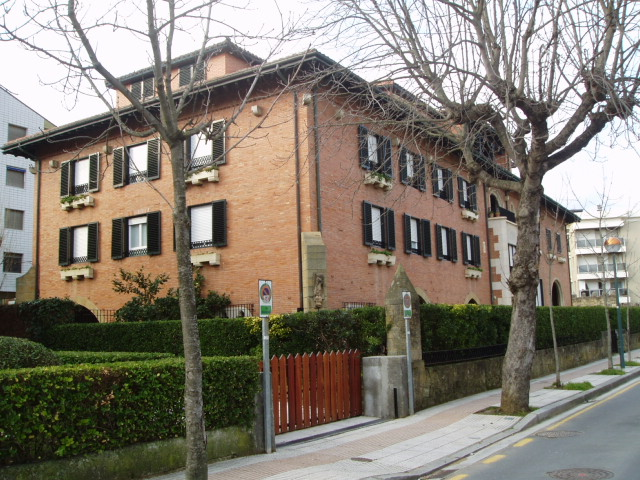
Vista parcial de Zuazo Enea

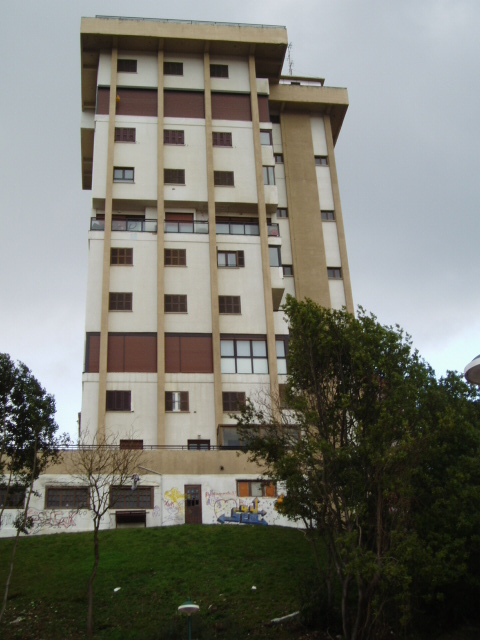
La torre de Vista Alegre

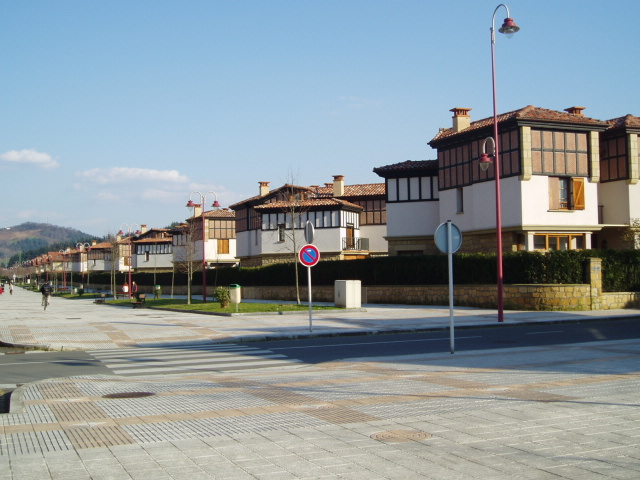
Viviendas unifamiliares en el barrio de Aritzbatalde

### Arquitectura civil
El centro urbano de Zarauz, destaca por la presencia de escudos de piedra en diversas fachadas, por ejemplo los de las calles Azara número 2 y 17 (Casa Gamboa, del siglo XVII) o Zigordia. Entre todos los edificios del casco antiguo, destacan el Palacio de Narros, la Casa Portu (actual casa consistorial), la Torre Luzea, o Casa Makatza, edificio de defensivo del siglo XV. 
El Palacio de Narros, construido en 1536 y rodeado por un amplio jardín inglés, posee también un escudo en su fachada central en el que se puede leer Zarauz antes que Zarauz. Fue residencia de Isabel II y del escritor Padre Coloma. Se trata de un edificio del renacimiento de estilo mediterráneo en cuyo interior aún se conserva la decoración del siglo XIX, como diversos muebles, el gran archivo, la biblioteca, y la supuestamente encantada habitación azul.
En la calle Mayor, se encuentra la Torre Luzea ('Torre Larga'), castillo del gótico militar del siglo XV. Tiene tres plantas y es una obra de categoría que ha aguantado numerosas guerras.
La Casa Portu es un buen ejemplo de los palacios vascos del siglo XVI. Cuenta con cuatro columnas jónicas en su fachada y fue levantado por Juan Ortiz de Zarauz, que también promovió la construcción de la casa Dotorekua, actual sede de la Caja Laboral.
La Casa Makatza es un edificio defensivo del siglo XV; actualmente acoge viviendas y las oficinas de un banco.

### Museo de Arte e Historia de Zarauz
Hoy en día podemos conocer el "Menosca" (denominacíon romana del asentamiento anterior a Zarauz) antiguo y el actual en el conjunto arqueológico monumental Santa María la Real. Este engloba la torre-campanario Zarauz, que alberga al Museo de Arte e Historia de Zarauz, la parroquia de Santa María la Real y el yacimiento arqueológico que se ha encontrado en ambos edificios. Un yacimiento cuyos restos han significado un gran avance en el conocimiento de la población de la Costa Vasca a lo largo de la historia (Edad de Hierro, romanización y Edad Media). Actualmente se sigue investigando en el yacimiento por lo que es fácil observar el trabajo de los arqueólogos in situ. Todo ello es visitable de martes a domingo.
La torre-campanario fue la casa torre de los Zarauz en los siglos XIV y XV. Fue abandonada en 1457 y ya desde 1599 existe constancia de su uso como campanario. La planta en la que se ubican las campanas es del siglo XVIII.

### Arquitectura religiosa
Entre edificios religiosos, destacan 
- Santa María de la Real, del siglo XVI y con un retablo de los Araoz,
- Convento de santa Clara, el convento de las Carmelitas descalzas y
- Convento de los Padres Franciscanos con la iglesia de San Juan Bautista.

El convento de los Padres Franciscanos fue fundado por Juan de Mancisidor, secretario de Felipe III en 1610. Cuenta con uno de los archivos más interesantes de Zarauz, a pesar de los saqueos que ha sufrido, como el de 1794 por parte de las tropas francesas. Además, el convento dispone de varias tablas de Flandes del siglo XVI. Un año después de la fundación del convento de los Padres Franciscanos hizo lo propio el convento de Santa Clara. También fue asaltada por los franceses y cuenta con un retablo policromado del siglo XVIII.
Las ermitas de San Pelayo (patrón de Zarauz) (el edificio original, del siglo XVI se demolió; el edificio actual se construyó en 1850 gracias al donativo del marqués de Narros), San Sebastián en el barrio de Urteta (de entre los siglos XIV y XV), las de San Martín de Ibaieta y San Pedro de Elcano ambas construidas en el siglo XVI, o la de Ermita de Santa Marina (construida en 1610 y reconstruida en 1932 y 1991) situada en la calle del mismo nombre del casco urbano, son las más destacadas. Además, la de Santa Bárbara, construida en 1704 y renovada en 1995, cuenta en su interior con un interesante óleo de la santa.

### Caseríos
Por los barrios rurales de Talaimendi o Argoin entre otros, se pueden visitar numerosas casas rurales típicas vascas (caseríos), cómo los de Gurmendi (siglo XVIII), Agerre o Argoin Haundi, cuya estructura de madera merece la atención.
En el barrio de Santa Bárbara destaca la casa Garro, del siglo XVI, mientras en el de Elcano hace lo propio el de Gasteategui debido a su estructura de madera.
Quizá el barrio más interesante en cuanto a caseríos reseñables sea el de Urteta, en el que resaltan los de Aierdi, del siglo XVIII, Oiarte, que cuenta con un lavadero, e Isasti.

### Arquitectura delsigloXIX
Dos edificios reseñables que actualmente están destinados a equipamiento cultural fueron levantados en el siglo XIX. El palacio de Sanz-Enea es una buena muestra de los palacetes de veraneo que abundaban en la villa. El palacete Villa Munda se levantó por orden del doctor Pedro González de Velasco y fue construida sobre el antiguo cementerio municipal.

### Arquitectura delsigloXX
En 1908 se abrió el cargadero de minerales de Malla Arria destinado a embarcar los cargamentos que desde las minas de Andazarrate de Asteasu llegaban hasta Zarauz. Si bien el cargadero ha desaparecido, se conserva el almacén anexo. Unos años después, en 1913, el marqués de Muñiz, propietario de la finca de Vista Alegre, ordenó construir el que sería primer edificio de hormigón armado de la villa, el mirador conocido como Torreón. A pesar de que hoy en día es el único edificio de estas características que queda en el País Vasco, el Torreón ofrece un aspecto ruinoso y está abandonado. El Torreón ha sido rehabilitado en 2020.
A lo largo del siglo XX se han levantado gran cantidad de edificios residenciales que muestran la evolución que este tipo de construcciones, y también el turismo, han tenido a lo largo del siglo pasado. Entre 1956 y 1959 el arquitecto Manuel Martínez Chumillas, autor entre otros del Archivo Histórico Nacional, construyó Villa el Tamarindo, un pequeño chalet de estilo racionalista junto a la playa. En cambio, su colega Secundino Zuazo, contrario a este estilo, plasmó el propio en la reconstrucción del antiguo chalet Etxalai. Villa Tamarindos fue demolido en 1999 y sustituido por un edificio de viviendas.
A finales de los años 50 e inicios de los años 60, coincidiendo con las nuevas corrientes arquitectónicas y la llegada de una importante población inmigrante a Zarauz, se construyeron edificios reseñables como la torre Vista Alegre, de Luis Peña Ganchegui y Juan Manuel Encío en 1958. Esta torre, de estilo racionalista, fue la primera edificación en la antigua finca de Vista Alegre. En 1960 se construyeron el edificio Aitzpea, diseñado por el arquitecto A. Basterretxea e influenciado por la construcción racionalista de Le Corbusier, y el grupo de viviendas sociales de Zelai Ondo, conocido durante décadas como «El Polígono», por estar aisladas del núcleo urbano, rodeadas de huertas y algún taller. Esta promoción de viviendas fue auspiciada por el Instituto Nacional de la Vivienda en colaboración con los arquitectos de la torre de Vista Alegre.
Tres años después, en 1963, se entregaron las 50 viviendas de las que consta la barriada de Salbide. Este grupo de viviendas sociales, de estilo racionalista, fue promovido por la Obra Sindical de la Vivienda, motivo por el que algunos zarauzanos se refieren a este lugar como «La Sindical». Los tres edificios más altos de Zarauz fueron construidos en 1963, 1964 y 1965: Euromar, un complejo destinado originariamente a apartamentos en venta y alquiler, construido sobre un antiguo palacio de veraneo, y proclamado en su publicidad como «1ª urbanización turística del norte de España», Ondar Gain y Geltoki.
Varios edificios arquitectónicamente interesantes de la villa son obra del arquitecto X. Unzurrunzaga: el complejo de viviendas Eguzki Lore (levantado sobre el solar en el que se ubicaba el Gran Hotel), el edificio de viviendas Mendilauta y la actual sede de Eusko Alkartasuna en la calle Zigordia, un edificio con salón de actos, sociedad gastronómica, oficinas y salas multiusos.
Algunos de los edificios residenciales más reseñables de finales del siglo XX son los diversos complejos de viviendas construidos junto al convento de las Carmelitas Descalzas y que, tras abandonar el estilo racionalista se sumergen en un estilo de fantasía que asemeja a estos edificios de viviendas con grandes palacios. Por otro lado, algunas viviendas unifamiliares adosadas construidas en el barrio de Aritzbatalde, en 1996, siguen un estilo propio de las casas de los pueblos ingleses.
En el siglo XX también se han construido dos edificios reseñables no destinados a uso residencial: el primero de ellos, el frontón Cinema, de 1924, es obra del entonces arquitecto provincial Ramón Cortázar; actualmente destinado a centro juvenil, es uno de los edificios más conocidos de Zarauz junto a las Escuelas Nacionales (dos edificios gemelos que actualmente acogen al centro para la tercera edad y la comisaría de la Policía Municipal) y el mercado de abastos (edificio de fachada clásica, construido en 1903 y reconstruido en 2008). El segundo es el cine Modelo, construido en 1948, que mezcla clasicismo y racionalismo y es obra de Félix Llanos Goiburu.

### Arquitectura contemporánea
Está prevista la construcción de un teatro diseñado por el arquitecto Wolf Prix en el área de Salberdin. Además, también se ha proyectado un conjunto de edificios destinados a actividades empresariales y de servicios en Itxasmendi.

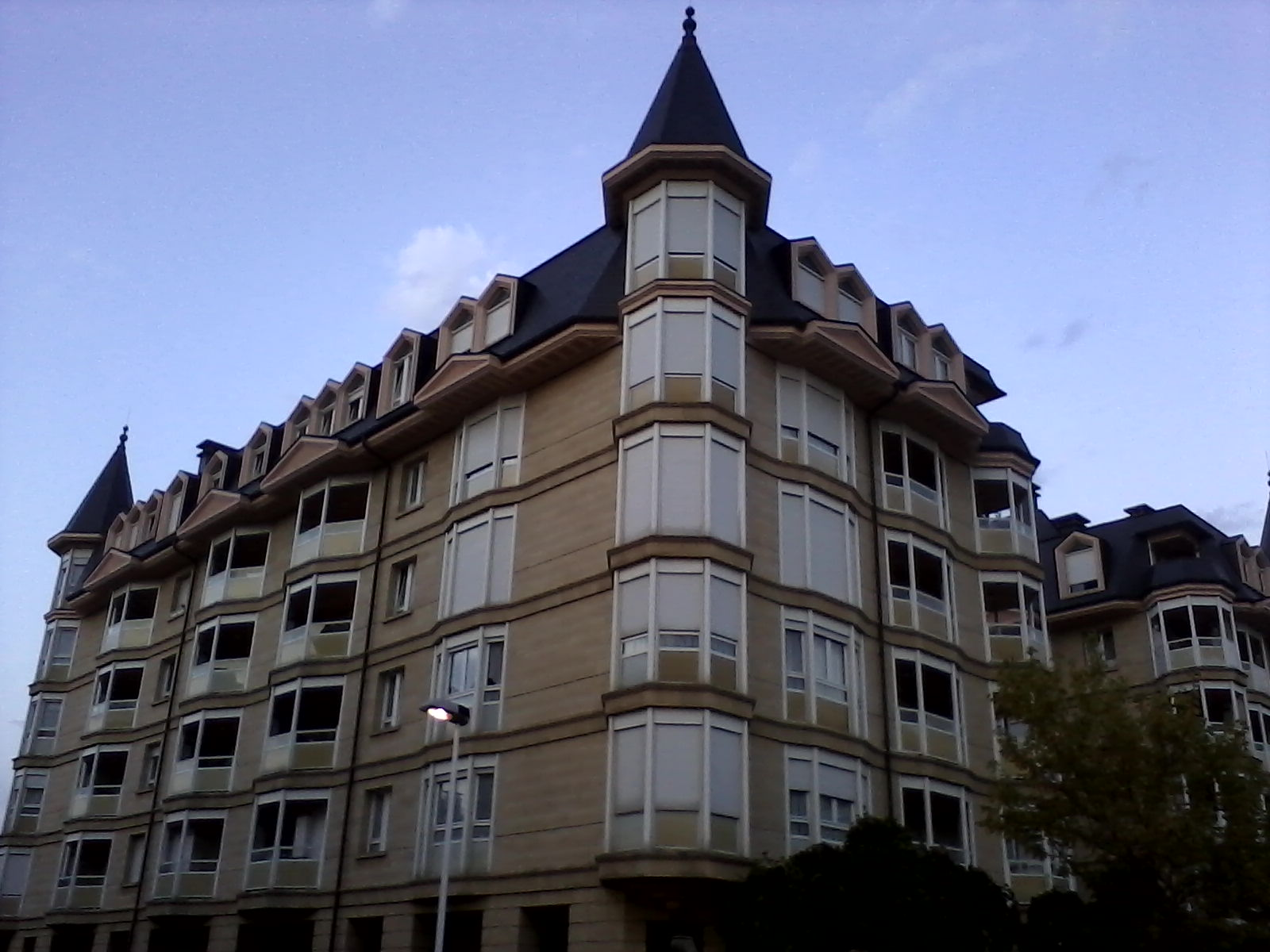
Edificios de nueva construcción calle Lapurdi
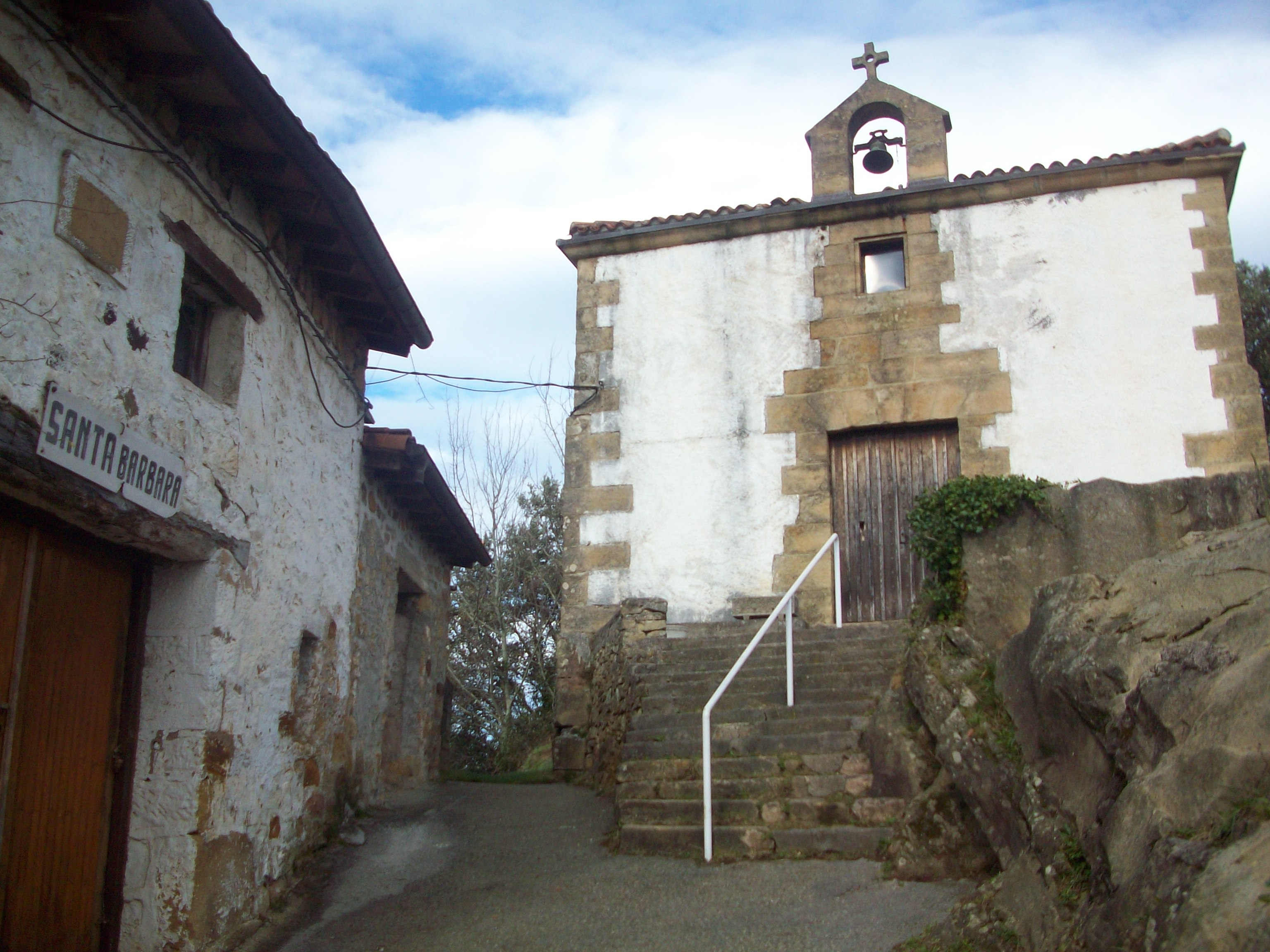
Ermita de Santa Bárbara
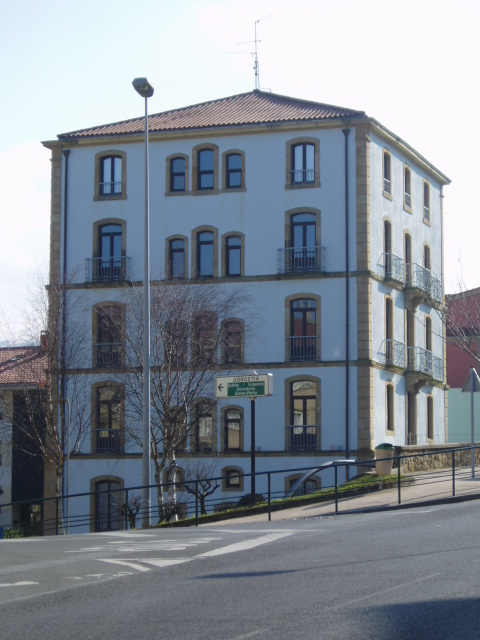
Villa Manuela, sede del Museo Vasco de la Fotografía (Photomuseum)
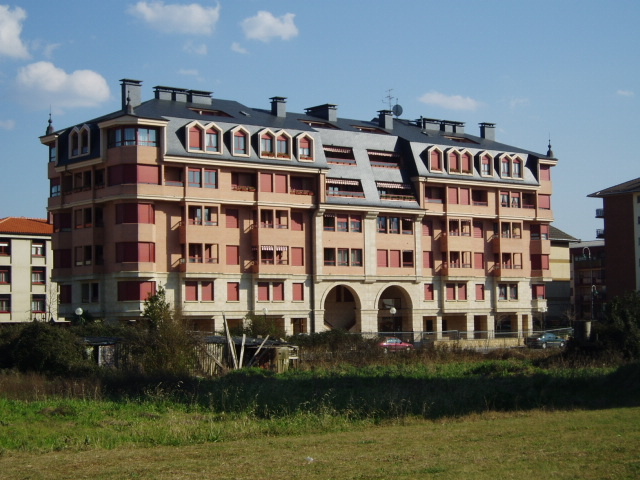
Nuevos edificios de viviendas entre las calles Gipuzkoa y Lapurdi
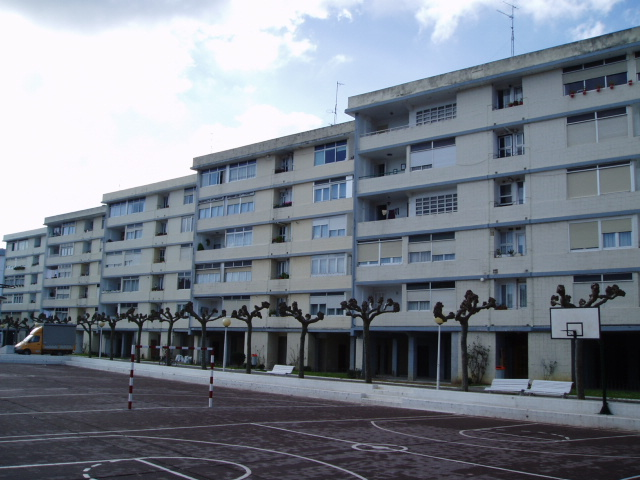
Polígono de Zelai Ondo: una de las primeras promociones de viviendas sociales de Zarauz
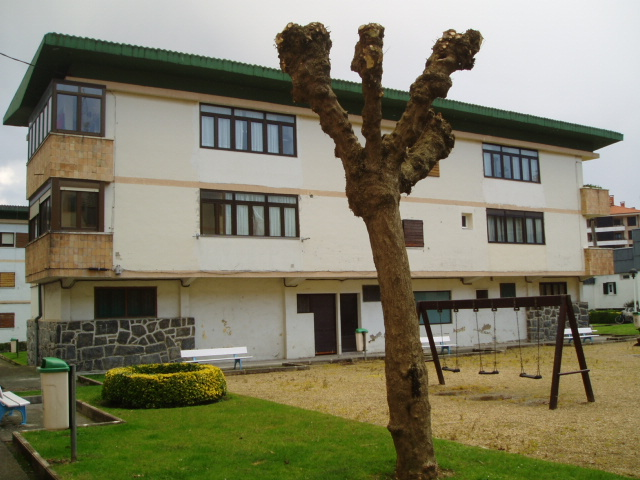
Barriada de Salbide
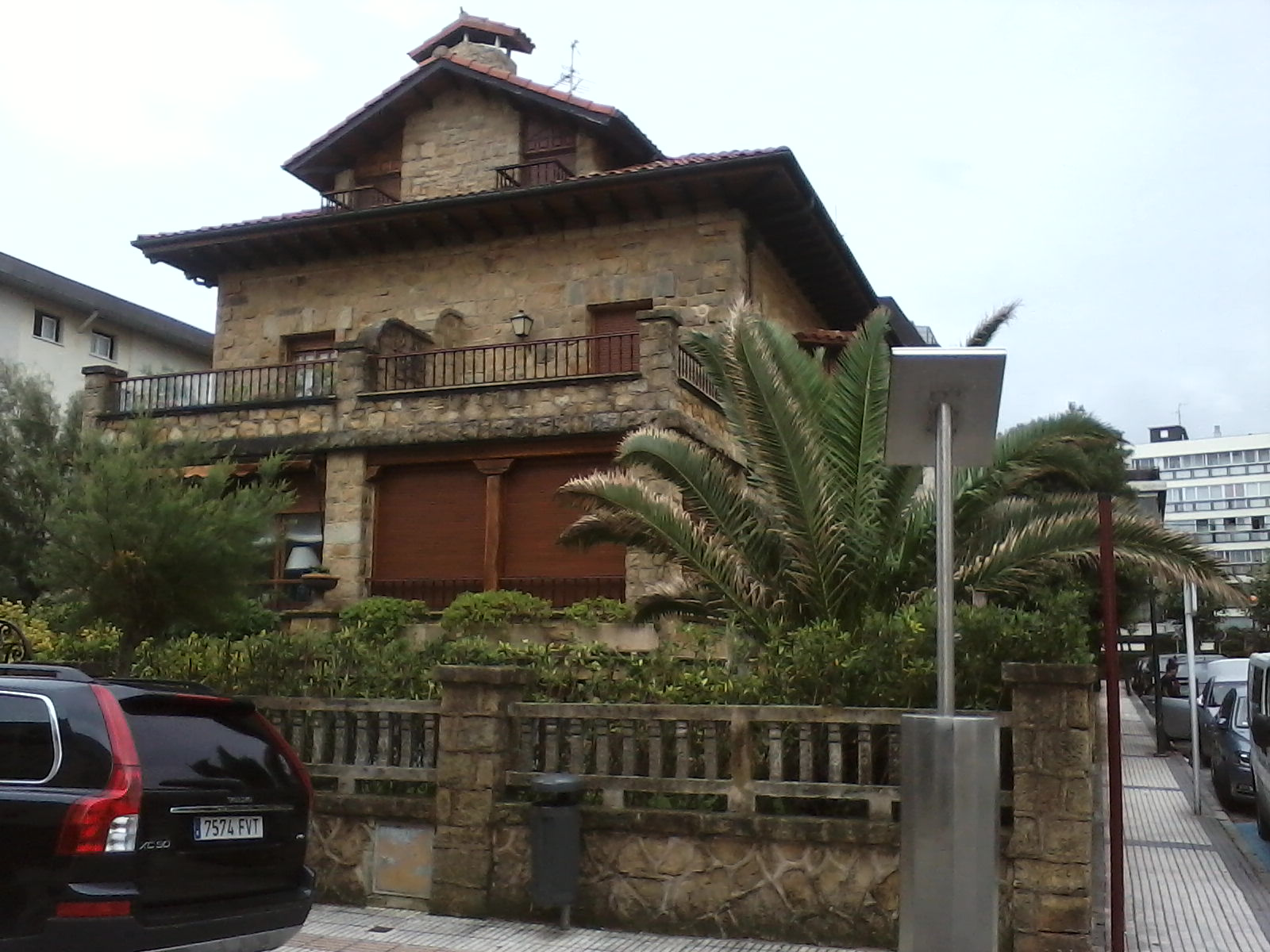
Egoitz II Enea, finca particular
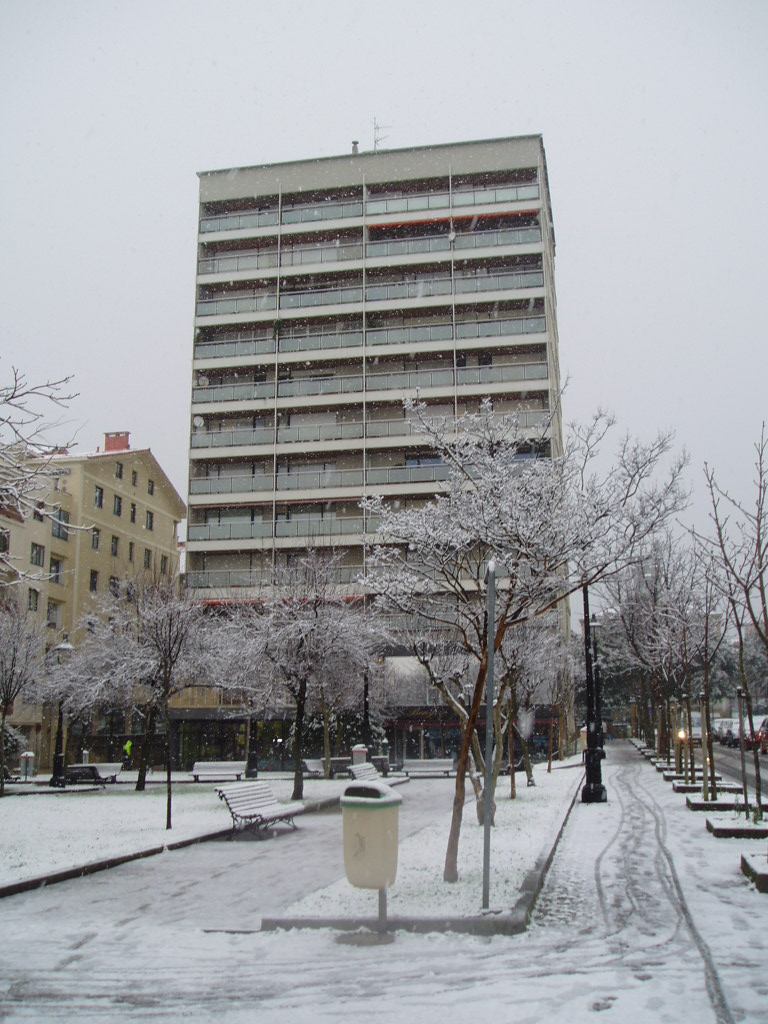
Torre Geltoki, uno de los edificios más altos de Zarauz
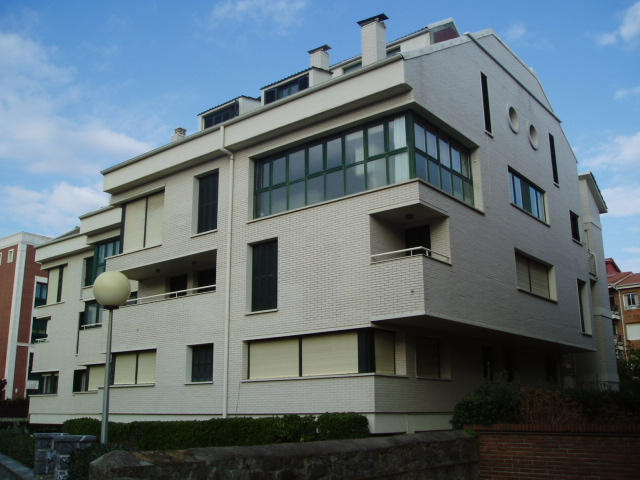
Villa Mendilauta
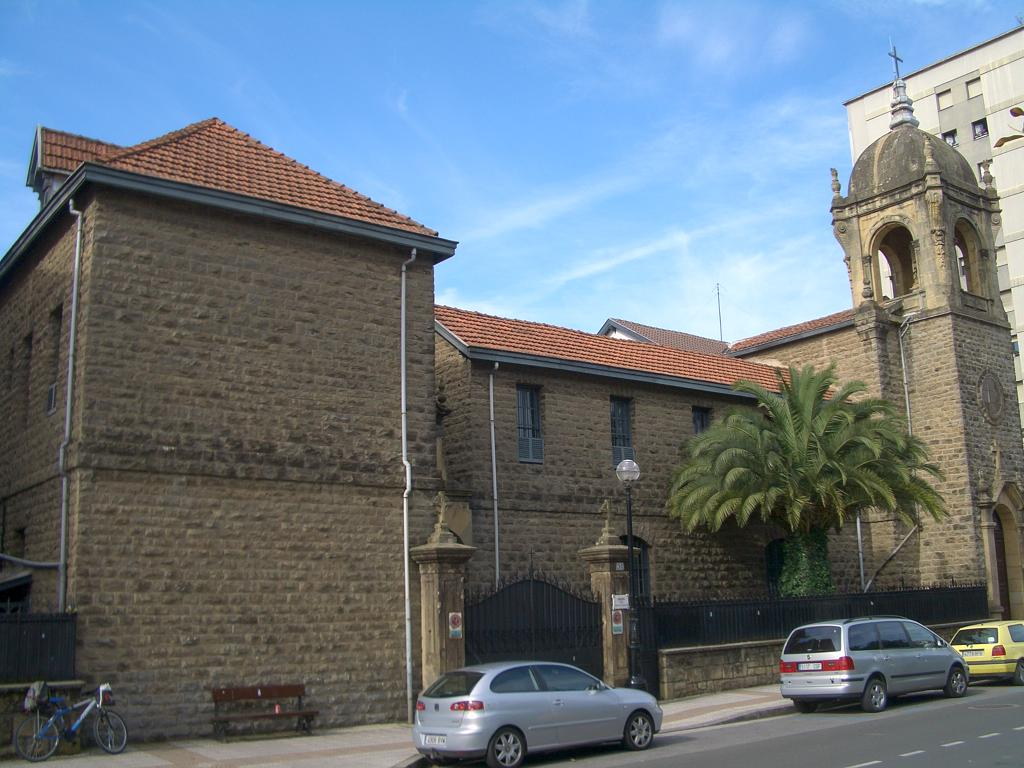
Convento de los franciscanos
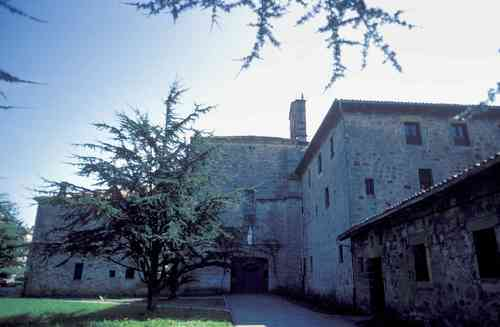
Convento de Santa Clara
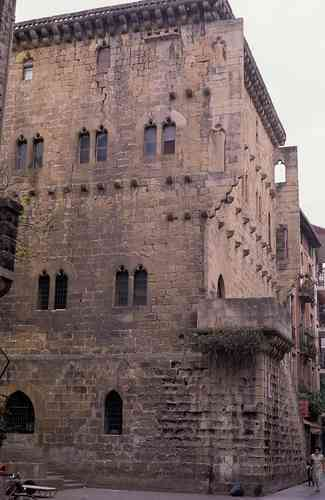
Torre Luzea
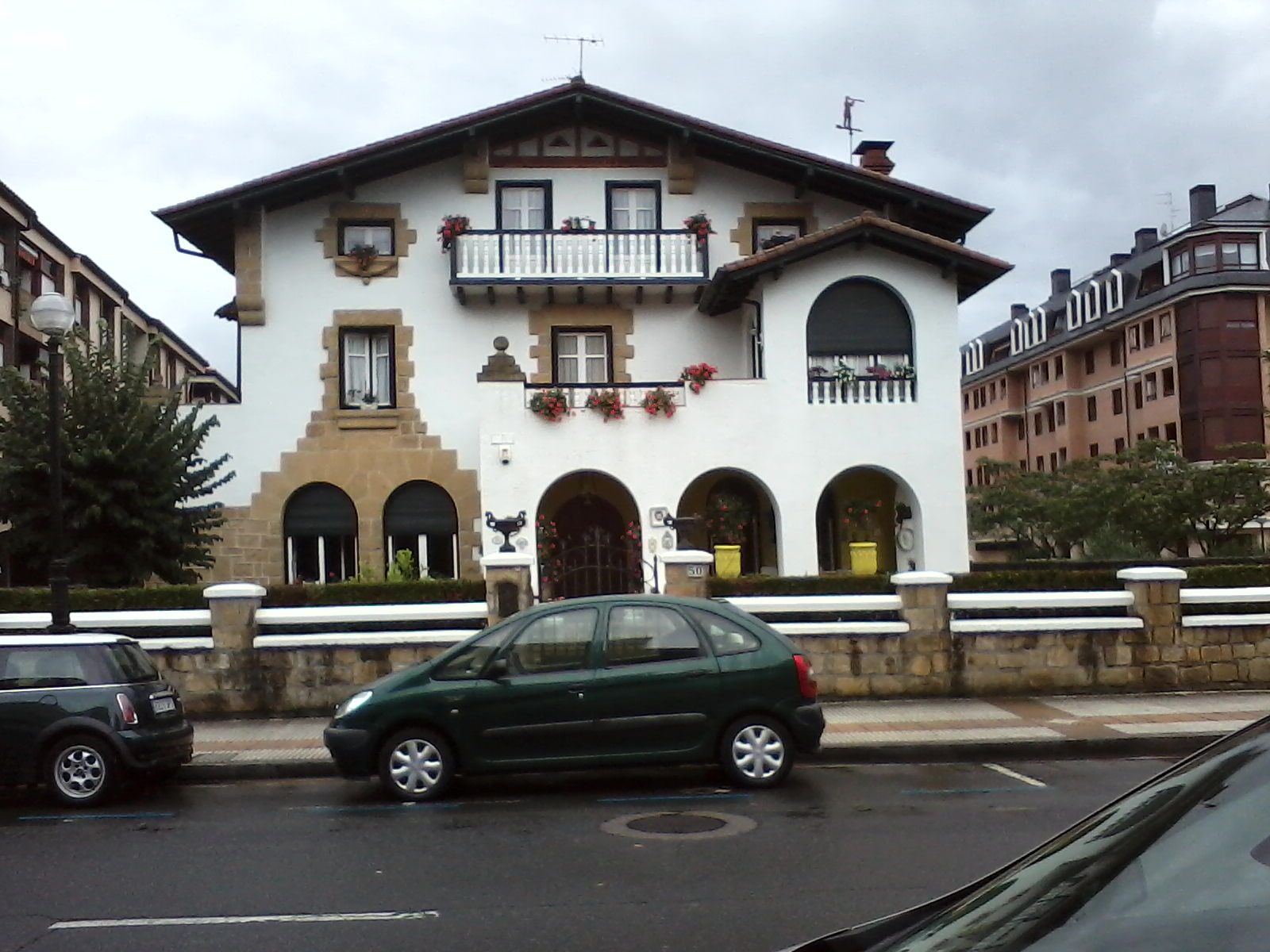
Finca particular
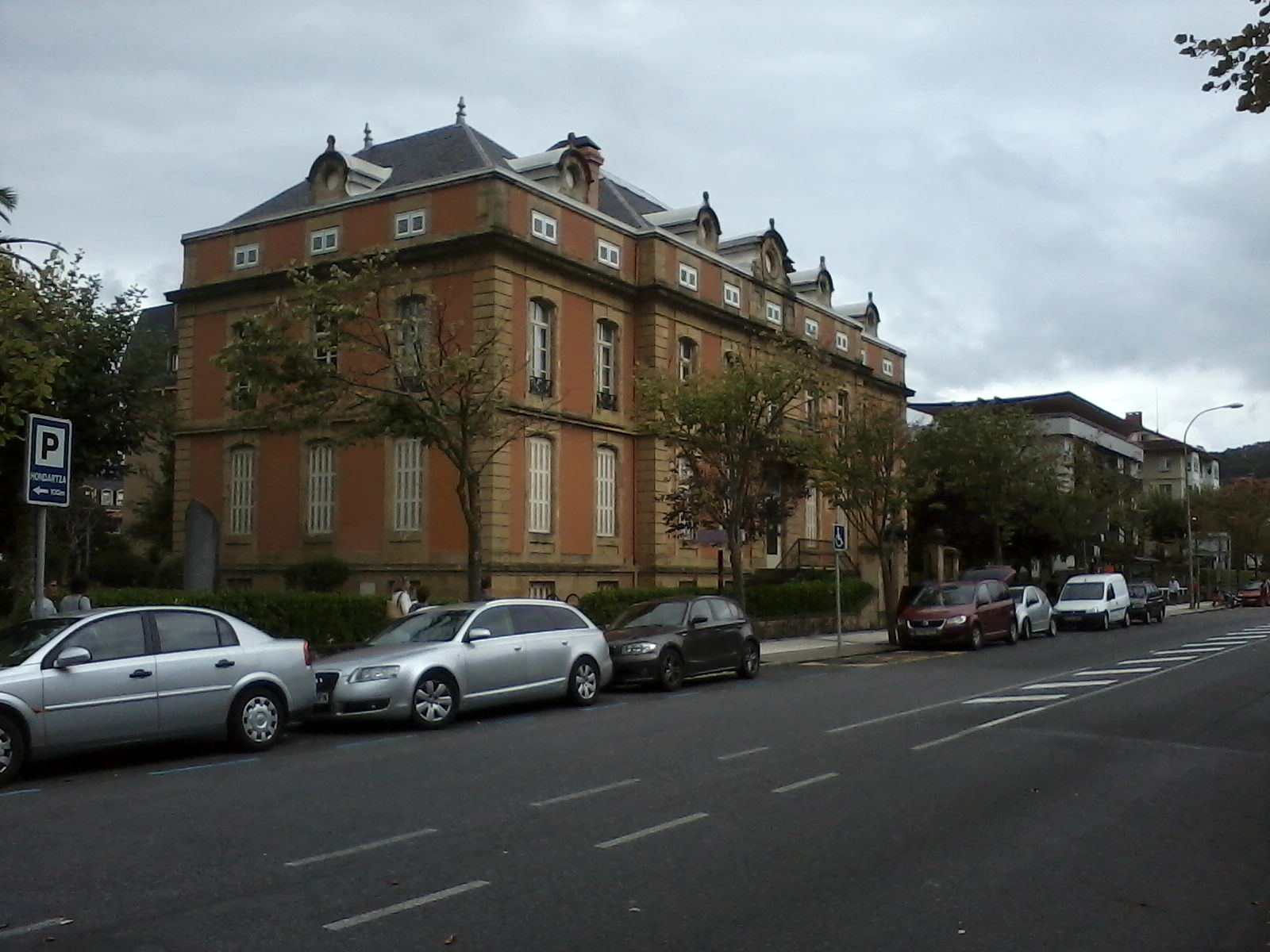
Kultur Etxea - Casa de Cultura de Sanz Enea
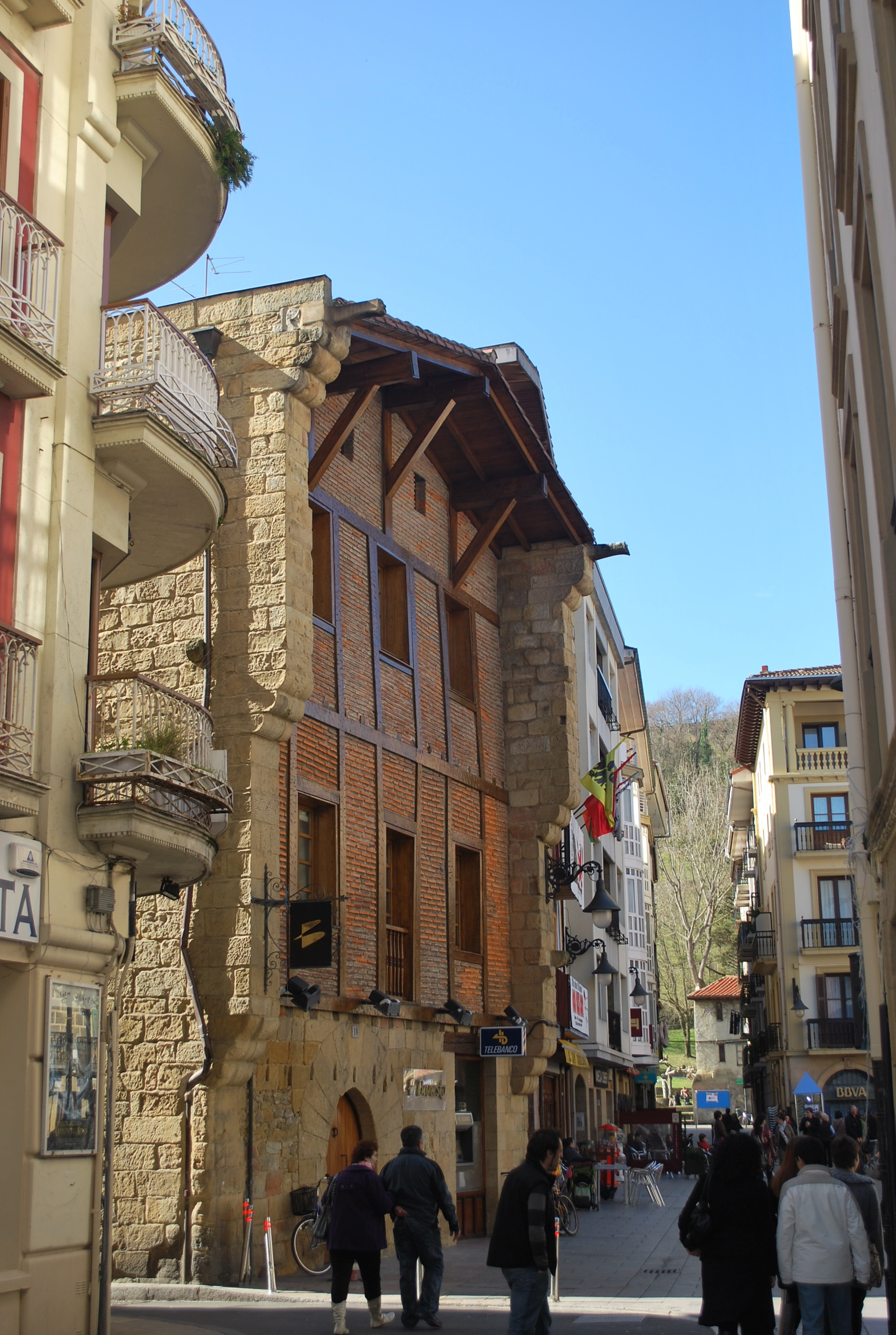
Makazaga

## Cultura

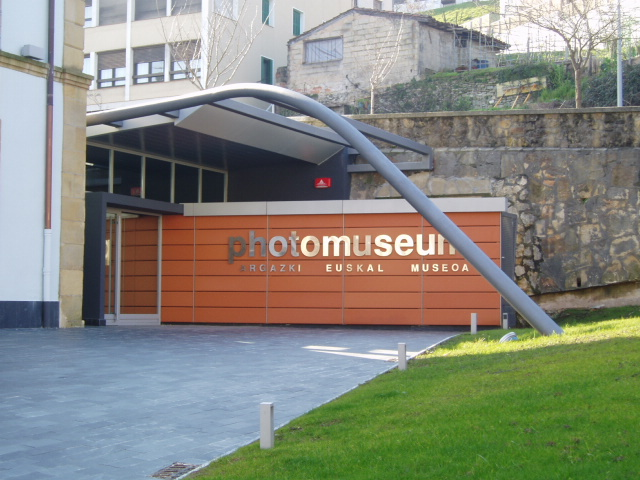
Entrada al Photomuseum, ubicado en Villa Manuela

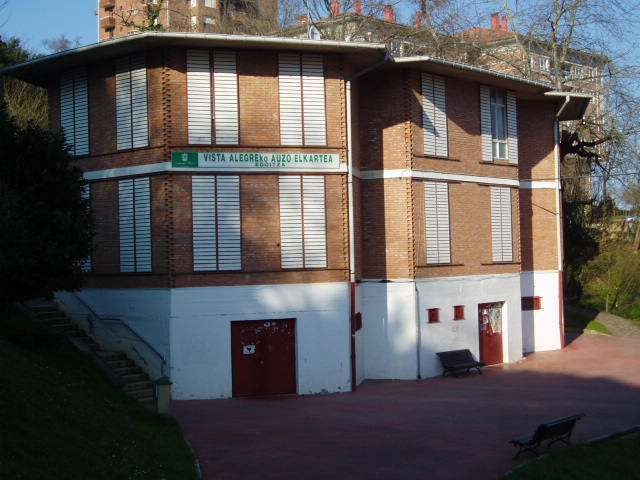
Antigua guardería de Vista Alegre. Ejemplo de espacio municipal destinado a asociaciones locales y usos ciudadanos

En el ámbito cultural e histórico dispone de un museo de Arte e Historia sobre la villa. Además, podemos disfrutar de la Casa de Cultura Sanz Enea (adscrita al Sistema Nacional de Bibliotecas del País Vasco) dotada de dos bibliotecas, una infantil y otra de adultos, así como de diferentes salas de exposiciones. Entre las actividades de este centro destaca el cuentacuentos que se organiza periódicamente.
Los amantes de la fotografía pueden visitar el Photomuseum, museo vasco de la fotografía, completamente renovado y reinaugurado en noviembre de 2005. El 19 de agosto de 2006 se levantó un monolito en la entrada del museo en honor a Louis Daguerre por su contribución a la fotografía. Las salas del museo se ubican en el edificio Villa Manuela, antiguo colegio de La Salle.
El centro Ebro Etxea (Casa Ebro, en euskera), antiguo lugar de veraneo para los hijos de trabajadores de Azucarera del Ebro, es propiedad del ayuntamiento desde 1988. En este lugar tienen su sede la asociación de entusiastas del arte (Artezaleak), la fotografía y el taller de cerámica para niños. Además, acogía las oficinas de la Mancomunidad de Costa Urola, a la que pertenece Zarauz.
Otros centros dedicados a la cultura o al asociacionismo local son las escuelas municipales (pequeño centro en la calle Santa Marina, antigua biblioteca municipal, en la que se reúnen las agrupaciones Pagoeta e Izadi) y la antigua guardería municipal de Vista Alegre (además de ser lugar de reunión de la asociación de vecinos del barrio, sus locales sirven de lugar de ensayo para grupos de música locales).

### Música
Desde siempre ha tenido tradición musical, muestra de ello, la plaza de la música situada en el centro. En ella, todos los domingos actúa un grupo de música en el quiosco amenizando las tardes y en verano también las noches. De Zarauz son alrededor de una veintena de grupos musicales, destacando Delorean conocidos internacionalmente, Eraso! o Anestesia entre otros. 
Desde 1999 se celebra en Zarauz el Seminario Internacional de Jazz de Zarauz, organizado por el ayuntamiento, y que permite a los matriculados recibir clases de maestros cualificados del jazz, y a los seguidores de este estilo musical, disfrutar de actuaciones en diferentes localizaciones de la villa. Este seminario tiene lugar principalmente en el conservatorio municipal de música, sito en el palacete Villa Munda.
En el 2006, los jóvenes del pueblo ocuparon la antigua fábrica textil Lizunda y le dieron vida bajo el nombre Putzuzulo Gaztetxea.Proyecto autogestionado, promotor de la filosofía Hazlo tú mismo, involucrado en otros proyectos y de repercusión social muy alta.En su interior se encuentra la única radio libre local, Arraio Irratia, y la cooperativa alimentaria ecológica Uztaro. Trabajan duro y lo utilizan colectivos de todo el País Vasco, pero en general, lo utilizan para organizar eventos musicales, teatrales y muchas más actividades. Durante años ha sido el único escenario fijo de Zarauz en el cual han actuado todos los grupos de locales, los grupos vascos más potentes y grupos musicales de todas las partes del mundo. Pesa sobre ellos el proyecto Salberdin, el cual quiere derruir el propio gaztetxe y todos los edificios colindantes, peligrando su vida y funcionamiento.

### Cine
Varios directores de cine han elegido esta villa para ambientar algunas de sus obras o rodar exteriores. Así, parte de las siguientes películas se han rodado en Zarauz:
- La batalla de Inglaterra, dirigida por Guy Hamilton (Reino Unido, 1969)
- El otro árbol de Guernica, dirigida por Pedro Lazaga (España, 1969)
- La felicidad perfecta, dirigida por Jabi Elortegi (España, 2009)
- Rabia, dirigida por Sebastián Cordero (España, 2009
- Ocho apellidos vascos, por Emilio Martínez-Lázaro (España, 2014)

### Ocio
Entre las características destacables de la localidad se encuentran la gran afición al surf y, por consiguiente, los campeonatos mundiales y regionales de gran importancia que se celebran en la misma, así como el uso de la bicicleta como medio de transporte más utilizado entre los habitantes dada su orografía llana. Además, durante los fines de semana y el verano todos los días, se organizan visitas guiadas con distintos recorridos por toda la localidad. 
El Gazteleku (sitio de los jóvenes en euskera) ofrece diversas actividades y cursos, así como un centro de internet gratuito, común en todas las localidades del País Vasco llamado KZ Gunea.

#### Vida nocturna
En la denominada Zona de Zarauz situada entre el paseo marítimo y la avenida Navarra se encuentran las cafeterías, bares de copas y discotecas. Durante el día se pueden tomar aperitivos en sus terrazas y por la noche se puede disfrutar de la música en su interior. Hay una quincena de establecimientos de este tipo en esta zona. 

### Festividades y acontecimientos importantes
- Enero: 

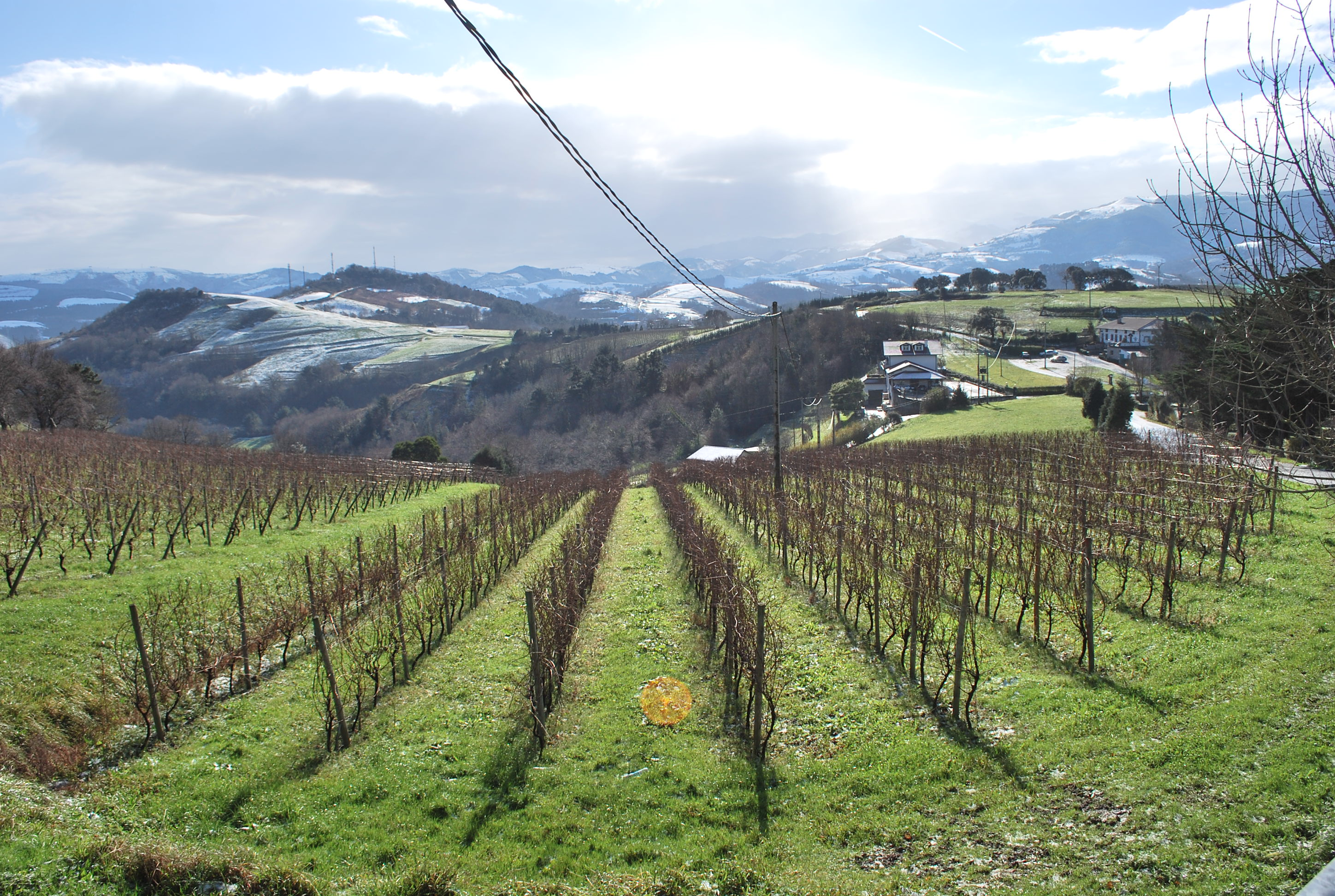
Viñas de chacolí

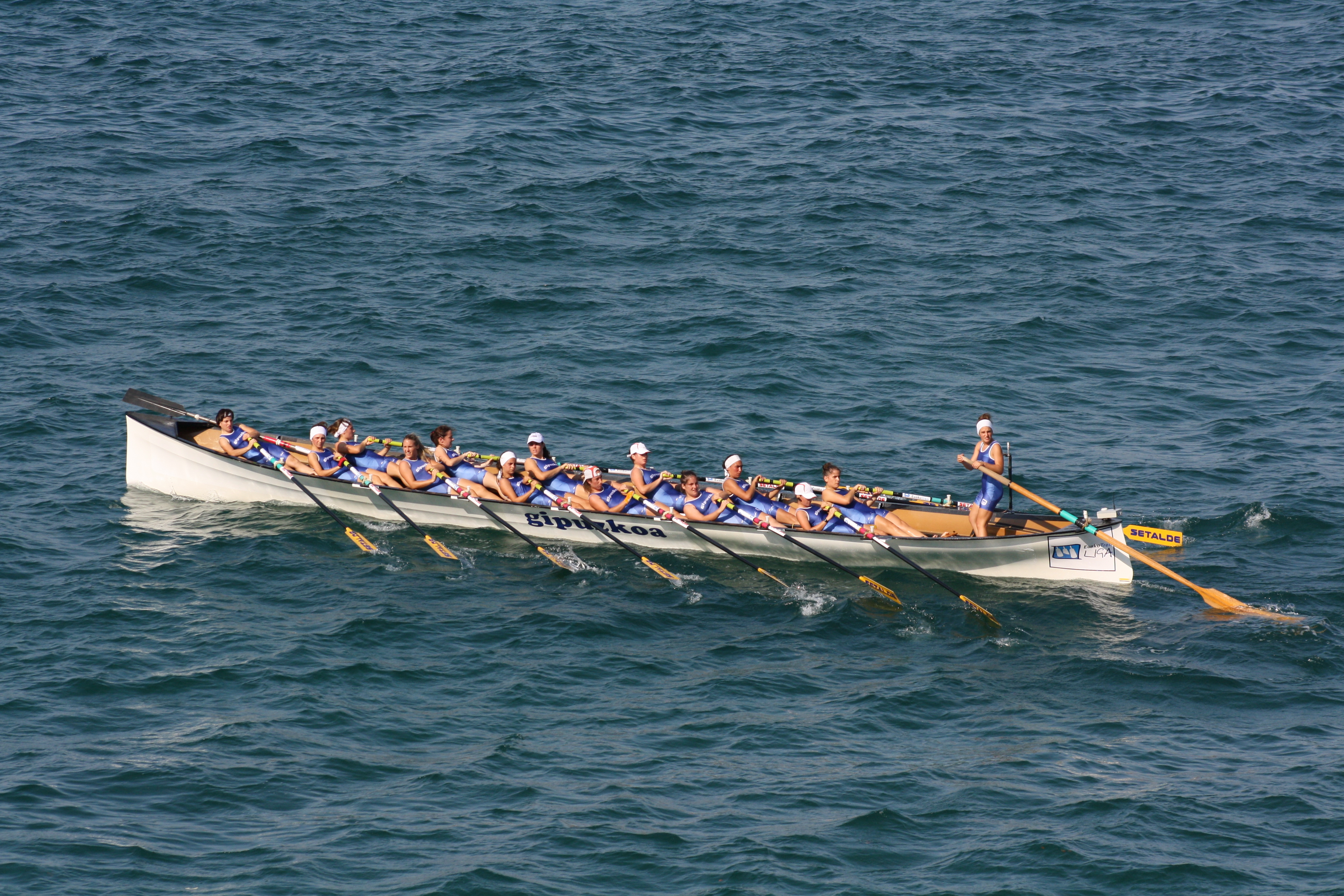
Trainera femenina

  - Día 20. Fiestas de San Sebastián en el barrio de Urteta.
  - Día del chacolí (vino blanco autóctono). (Guetaria)
  - Día de la sidra

- Febrero:
  - Día 4. Santa Águeda (Patrona del País Vasco).
  - Sábado y domingo. Carnavales (Inauteriak)

- Marzo:
  - Feria de la cerveza. (Semana Santa)
  - Euskal Tunning Show. Exhibición de coches y motos.

- Abril:
  - Campeonato del Mundo de Motos Acuáticas. IFWA Freeride World Tour (enlace roto disponible en Internet Archive; véase el historial, la primera versión y la última).

- Mayo:
  - Día 21. Fiestas populares en el barrio de Santa Marina.

- Junio:
  - Primer domingo. Día de Pagoeta: Excursión y romería en el monte Pagoeta.
  - Día de Extremadura.
  - 25, 26 y 27. Fiestas patronales de San Pelayo.
  - 26, 27 y 28. Fiestas populares en el barrio de Iñurritza.
  - Triatlón Internacional de Zarauz.

- Julio:
  - Competicíon Internacional de Halterofilia (ZKE halterofilia)
  - Fiestas populares del barrio de Vista Alegre.
  - Día de Galicia.
  - Jornadas de teatro de callejero.

- Agosto:
  - 12. Fiestas populares de los barrios de Santa Clara, Azken Portu y Aritzbatalde.
  - 14,15 y 16. Fiestas patronales de la Virgen (Fuegos artificiales, regata de traineras, berbenas, procesión de la Virgen Dormida).
  - 18 y 19. XXXª Regatas de Zarauz (Zarauzko XXX. Estropadak). Puntuables para la Liga San Miguel.
  - Seminario Internacional de Jazz.
  - Feria de Artesanía
  - Feria del Libro y disco

- Septiembre:
  - Zarauz Pro Surf. Campeonato del Mundo de Surf Pro Surf Zarauz
  - 1 al 9. Semana Vasca.
  - Día 9. Día de la Fiesta Vasca. La fiesta más importante en cuanto a eventos y visitantes de la ciudad.
  - Día 29. Fiestas populares en el barrio de Itxasmendi.
  - Día del chacolí. Bienvenida a la nueva cosecha de uva.

- Octubre:
  - Semana de la naturaleza.
  - Semana de la juventud.
  - Tercer sábado. Día de las cuadrillas.
  - Campeonato de Euskadi de Surf y Bodyboard.

- Noviembre:
  - Fiestas del barrio de San Martín

- Diciembre:
  - Festival Internacional de la Guitarra.
  - Parque Infantil de Navidad.

### Deporte
La ciudad costera dispone de una zona deportiva denominada Asti con diferentes campos de fútbol y rugby, así como de dos polideportivos: El polideportivo municipal Aritzbatalde, ampliado en 2006, que dispone de 3 piscinas, gimnasios, frontón, cancha de balonmano/baloncesto, saunas etc. y el polideportivo Antoniano con dos canchas multiusos y un frontón.

#### Halterofilia
Zarauz es la cuna de las federaciones de Guipúzcoa y Euskadi de halterofilia fundadas en 1968. Hoy en día ambas federaciones siguen teniendo su sede en Zarauz. Además el mismo año se fundó la sección de halterofilia del Club Deportivo Zarauz, ZKE Halterofilia. Su lugar actual de entrenamiento es el polideportivo Aritzbatalde.
Todos los veranos tiene lugar en Zarauz el campeonato internacional de halterofilia Zarautz Saria. Este campeonato ha cambiado de nombre a lo largo de su historia que se remonta a 1970. Los diferentes nombres que ha tenido el campeonato son: trofeo de Euskal Herria, Critérium internacional de halterofilia, Zarautz Saria y Altxa!.

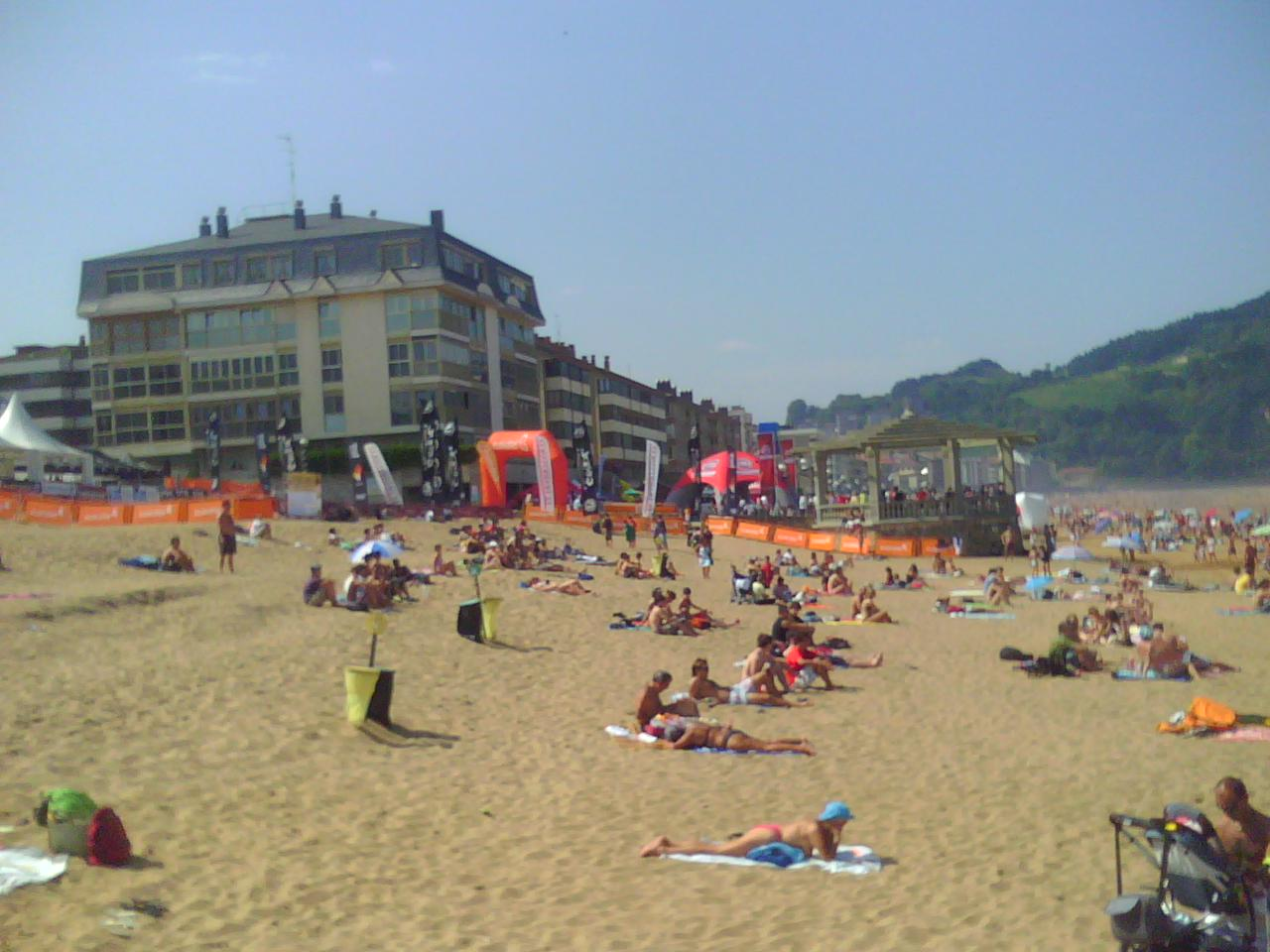
Stands en el Campeonato del Mundo de Surf de 2007, en el paseo marítimo

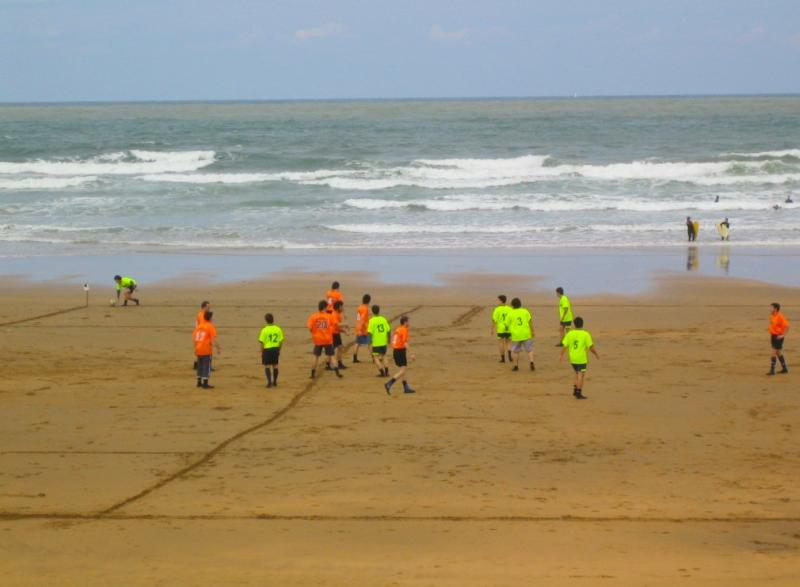
En Zarauz se puede disfrutar del fútbol playa cuando la mar lo permite

#### Remo
El remo en trainera, ha sido siempre importante en la costa vasca, y Zarauz cuenta con su propio club de remo, el Zarauzko Arraun Elkartea (ZAE). En la temporada 2020 milita en la máxima división española, la Liga Eusko Label. En el año 2006, fue la primera trainera vasca (5.ª en total) en la competición estrella, la Bandera de la Concha. Su trainera masculina más importante es la Enbata (galerna en euskera).

#### Balonmano
Se trata del principal deporte en número de equipos de Zarauz, con 23 en distintas categorías. A nivel provincial, el municipio con más equipos; 13 masculinos y 10 femeninos con un total de 340 jugadores federados. Su principal club es el Amenabar Zarautz, actualmente en División de Honor B. En la temporada 2012-2013 se proclamó campeón de la Copa Vasca venciendo al Barakaldo. El club, tiene más de una docena de equipos en divisiones inferiores, tanto masculinos como femeninos, destacando el Aiala Zarautz femenino, en la segunda categoría nacional. Entre jugadores destacados, se encuentran los hermanos Mikel y Alberto Aguirrezabalaga. Ambos han militado por varios equipos de máxima categoría tras formarse en las categorías inferiores del Zarauz. Erik Balenciaga que milita en el SD Teucro. En categoría femenina, destaca Libe Altuna, en el Akaba Bera Bera.

#### Baloncesto
Año tras año van aumentando los equipos en este deporte, en la temporada 2008-2009, Zarauz contaba con 24 equipos: 5 infantiles femeninos y otros 5 masculinos, 7 cadetes, 3 juniors y 4 equipos seniors. El principal equipo es el Leihoak Zarautz.

#### Surf
Es el deporte por excelencia de la ciudad, por el cual es conocida en todo el mundo con su playa de más de 2 kilómetros. De la playa de Zarauz han salido surfistas cómo Hodei Collazo o Aritz Aranburu en la distiplina de competición, este último Campeón de Europa de 2007 y quinto europeo en participar en el circuito ASP World Tour. 
En la disciplina de olas grandes tenemos al laureado Axi Muniain, surfista carismático y explorador de océanos. Es el europeo con más nominaciones en «Los Óscar del Surf», los XXL AWARDS. 5 veces nominado para la gran final, final compuesta por «las 5 mayores olas del año». 
Zarauz alberga cada año el PRO ZARAUTZ, una competición de la WSL, prueba puntuable para el ranking mundial y organizado por la Gipuzkoako Surf Federazioa.

#### Fútbol
Zarauz, actualmente tiene más de 20 equipos de fútbol en distintas categorías sin contar el fútbol playa. El club más veterano y que mayor número de equipos tiene es el Club Deportivo Zarauz. Tiene un equipo en tercera división. Por otra parte, cada fin de semana invernal y desde el año 1940, se celebra en la playa el Campeonato de Fútbol Playero de Zarauz, en el cual participan unos 40 equipos entre escolares y séniors. En 2008, se celebró la 65.ª edición.

#### Rugby
Deporte en crecimiento en Zarauz, con el club Babyauto Zarautz como destacado. Tres equipos en distintas categorías, con el principal equipo en categoría Nacional. En la temporada 2008/09 terminó en segunda posición jugando la fase de ascenso a División de Honor B.

#### Golf
El Real Golf Club de Zarauz fue inaugurado el 31 de julio de 1916 por los reyes de España, Alfonso XIII y María Cristina. Se construyó sobre unos terrenos que cedió el duque de Villahermosa. Es el tercer club más antiguo de la península y su recorrido es el más antiguo debido a que no ha cambiado de ubicación en los 91 años de historia. El R.G.C. de Zarauz está situado en el extremo noreste de Zarauz a orillas del Mar Cantábrico. El recorrido de Zarauz es un campo tipo ‘links’ y se caracteriza por el viento, rough arenoso y sus onduladas calles. Cada mes de agosto se celebra en sus instalaciones el Campeonato Absoluto de Zarauz, siendo uno de los torneos más antiguos de la península y el cual ha servido de trampolín para jugadores de la talla de José María Olazabal, Ignacio Garrido, Iñaki Alustiza o Tania Elosegui. Cabe mencionar que en el 2006 el Real Golf Club de Zarauz se impuso en el Campeonato de España Interclubs Masculino, gracias a la gran actuación de los hermanos Sarasti, Eduardo Larrañaga y José María Bilbao. Está situado al lado del Espacio Natural de Iñurritza

### Medios de comunicación
Zarauz cuenta con diversos medios de comunicación locales y comarcales, mientras otros provinciales cuentan con una especial cobertura respecto a los asuntos locales de la villa.

#### Internet
Si bien la página web del diario local Hitza es la que más información sobre Zarauz ofrece en internet, los sitios de las televisiones locales Erlo Telebista (enlace roto disponible en Internet Archive; véase el historial, la primera versión y la última). y Urola Kosta Telebista (UK4) también disponen de espacios de actualidad.

#### Prensa
La actualidad zarauztarra cuenta con dos páginas diarias, excepto los lunes, en los periódicos ‘’El Diario Vasco’’ y ‘’Noticias de Gipuzkoa’’ (en castellano y euskera) e Hitza (en euskera).
Así mismo, hasta 2010 se repartía la revista local Txaparro, en euskera, pero actualmente se encuentra suspendida la edición de dicha revista. Además, algunos partidos políticos de la localidad editan sus propias publicaciones, que buzonean en víspera electoral; tal es el caso, por ejemplo, del PNV con su Alderdia Zarautzen (El Partido en Zarauz).
En las últimas décadas Zarauz ha contado con varias revistas gratuitas, como fue el caso de Zarautz (bilingüe), del propio ayuntamiento, que dejó de repartirse con el inicio de las emisiones gratuitas de Zarauzko Telebista (ZTB). También se publicó durante varios años la revista bilingüe Bina Bina y ocasionalmente Zarautz Gaur, también bilingüe, de iniciativa privada. En 2010 dejó de publicarse por falta de financiación la revista Txaparro.

#### Radio
Zarauz cuenta con dos emisoras de radio. Arraio Irratia, que tuvo una corta existencia durante el boom de la radio libre en la década de los años 80, resurgió en 2000 a través de internet y en 2005 a través de la FM. Se emite desde el gaztetxe (término en euskera para referirse a un centro social ocupado autogestionado) de la localidad y basa su programación en la agenda del centro y temas relacionados, música, entrevistas, programación en directo, etc.
Además, desde 2006 emite en la localidad la radio fórmula musical Hit Zarautz Kosta, que alterna la música con el audio de los programas informativos y de entrevistas de Urola Kosta Telebista (UK4).

#### Televisión
Una emisora de televisión emite en Zarauz actualmente: Erlo Telebista. Urola Kosta Telebista (UK4) cesó sus emisiones. Ambos son canales locales que recogen el testigo de dos emisoras veteranas: Zarauzko Telebista (ZTB) y Jaitxiki Telebista (JTB). La primera surgió de la mano de la empresa Telezerbitzuak S.A. en 1991 mediante la emisión a través de la operadora local de cable Cabledis, que sería absorbida por Euskaltel. En 1994 ZTB llegó a un acuerdo con el Ayuntamiento de Zarauz por el cual la cadena comenzaría a emitir de forma gratuita en el canal 43 de UHF, en el que hasta entonces emitía TF1. En 2008, y debido a la exigencia de emisión comarcal de la ley de Televisión Digital Terrestre, ZTB y el canal local de Azpeitia Kaito Telebista crean Urolaldeko Komunikabideak S.L. que es responsable del nuevo canal Erlo Telebista. Este canal, íntegramente en euskera, recibe subvención pública.
La empresa local Danetik inició las emisiones de Jaitxiki Telebista (JTB) en 1992, en el canal 46 de UHF, abandonándolas dos años después. En 2001 retomó el proyecto con el mismo nombre, cambiando de nombre poco después por el de Urola Kosta Telebista o UK4, con el ánimo de abarcar a una audiencia comarcal. Este canal, que también recibe subvención pública, cuenta con una programación bilingüe y programación externa proporcionada por la empresa zarauztarra Retelsat.
En los primeros años de 2000 los dos canales locales se enzarzaron en una polémica debido a la acusación del responsable de JTB al Ayuntamiento de Zarauz de entorpecer sus emisiones. Al parecer el repetidor local comenzó a emitir el canal francés TF1 por el mismo canal que hasta entonces emitía JTB. Además, este canal, a diferencia de ZTB, no recibía subvención. Tras varios años de disputas, y a las puertas del cese de emisiones analógicas, esta situación se había subsanado.

##### TDT Local
Dentro de la demarcación de Televisión Digital Terrestre que corresponde a Zarauz, son cuatro los canales de televisión local que cuentan con licencia de emisión: Telegipuzkoa, del grupo de comunicación Vocento, Urola Kosta Telebista (UK4), Erlo Telebista y Gipuzkoa Telebista, antigua emisora afiliada a la cadena Localia.

## Servicios

### Transporte

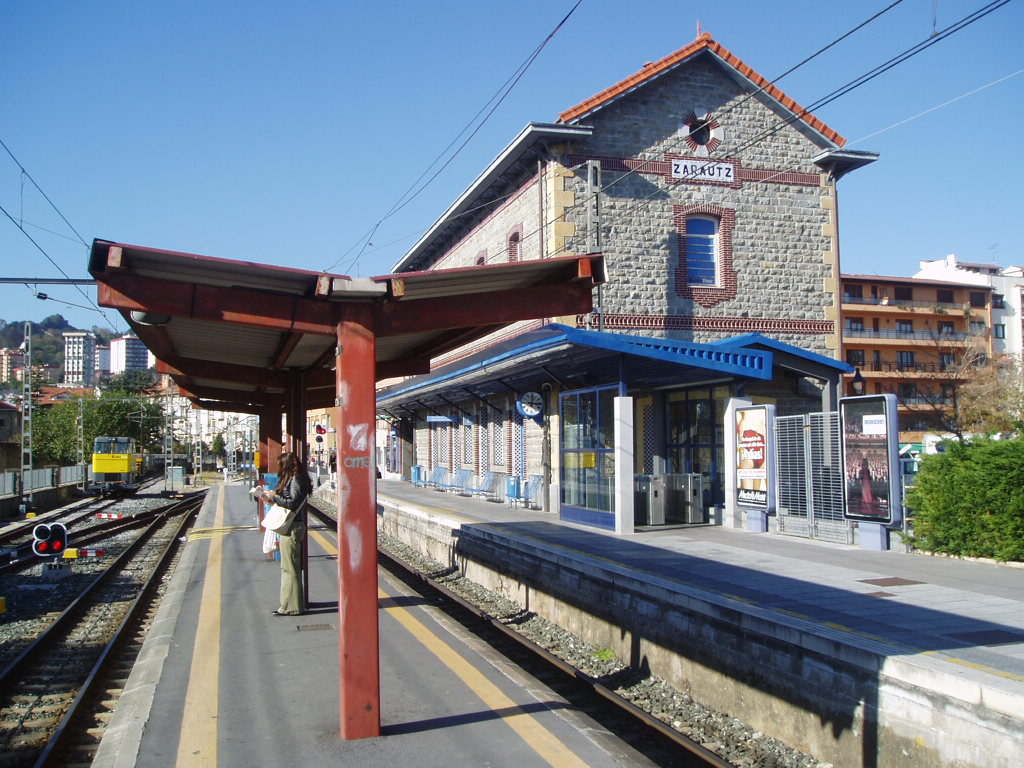
Estación de tren de Euskotren

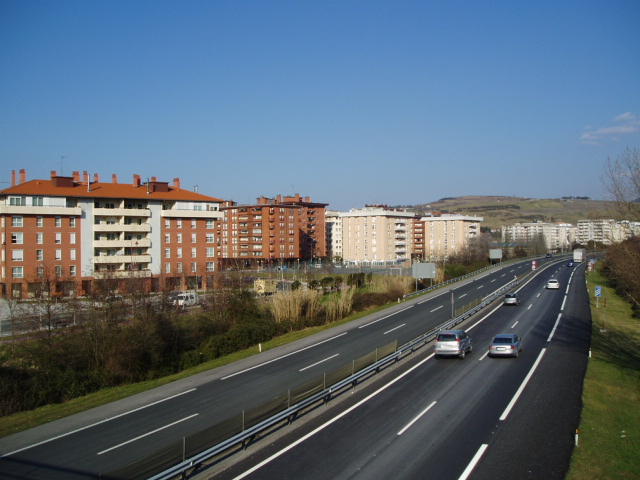
La Autopista del Cantábrico (AP-8) en Zarauz. A la izquierda, el barrio de Aritzbatalde. Al fondo, Itxasmendi

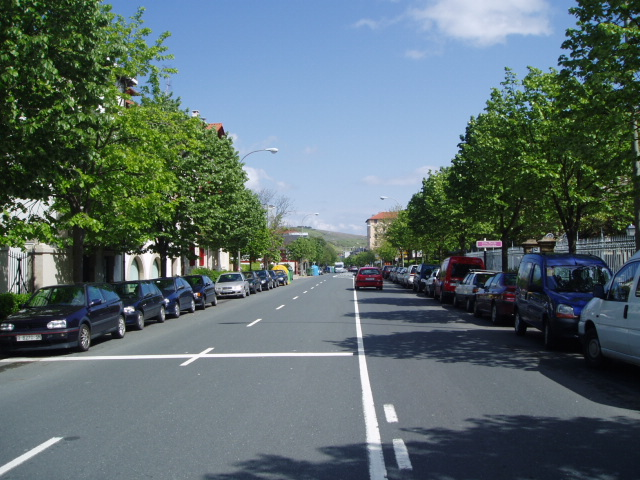
Avenida de Navarra (N-634)

Zarauz cuenta con diversos medios de transporte, lo cual le permite conectar con otras localidades mediante tren (Euskotren) y autobús (LurraldeBus, ALSA y La Burundesa).

#### Ferrocarril
A San Sebastián, actualmente, se tarda 30 minutos en el tren interurbano y 25 en el tren regional (este último continúa hasta Hendaya donde se puede transbordar a los trenes de SNCF). Con el desdoblamiento de vías previsto, y actualmente en realización, el tren tardará 20 minutos. De esta manera se mejorarán las conexiones existentes. Horarios
En el caso de Bilbao el viaje llega a las 2 horas en el tren interurbano y 1 hora y 50 minutos en el tren regional. La compañía pública Euskotren presta el servicio ferroviario, que además de con las dos capitales, une Zarauz con las localidades vecinas de Orio y Zumaya, y ciudades como Éibar y Durango. Horarios
En San Sebastián los trenes de Euskotren llegan a la estación de Amara, donde se puede realizar transbordo a la línea de Euskotren, conocida como "Topo", que une Lasarte-Oria con Hendaya y localidades intermedias como Pasajes, Rentería o Irún. El viajero puede adquirir en la estación de Zarauz su pasaje hasta cualquier estación del Topo sin necesidad de hacerse con otro billete en San Sebastián.
Zarauz cuenta con una estación de tren en el centro de la localidad (intersección de las calles Zigordia, Gaztainpe y Lapurdi) en la que paran los servicios interurbanos y regionales. La estación cuenta con atención personal, venta automática de billetes, sala de espera, servicios, máquinas dispensadoras de bebidas y aperitivos, y un kiosco de prensa. El edificio es una reconstrucción de finales de los 90 de la antigua estación de Zarauz y es uno de los pocos ejemplos que quedan, junto con la estación de Deva, de arquitectura ferroviaria de los antiguos Ferrocarriles Vascongados. 
El barrio de Iñurritza cuenta con un apeadero denominado San Pelayo. Se encuentra junto a la ikastola Salbatore Mitxelena y cuenta con una máquina de venta automática de billetes. En este apeadero sólo paran los trenes interurbanos.
La estación de Adif más cercana a Zarauz es la de San Sebastián, desde la que parten los trenes de RENFE hacia Barcelona, diversas capitales de Castilla y León, Lisboa, Madrid, París o Zaragoza. Así mismo, esta estación se encuentra dentro de la línea de Cercanías del núcleo de San Sebastián, que une Irún con Zumárraga. Horarios No existe conexión directa entre la estación de Amara y la estación de ADIF. El trayecto, de 800 m, puede realizarse a pie o en taxi. Ambas estaciones cuentan con parada de taxis.

#### Autobús
Zarauz cuenta con dos líneas de autobús urbano. Ambas, unen el centro con los barrios alejados como Itxasmendi, Vista Alegre o Asti. También hay otra línea que une Zarauz con los barrios rurales de Abendaño, Urdaneta, Elcano y Meagas entre otros. Todas las líneas urbanas tienen la parada de la calle Vizcaya (centro) en común.
La villa no cuenta con una estación de autobús propiamente dicha. Los autobuses estacionan en las paradas que se detallan a continuación.
Euskotren, adscrita a Lurraldebus presta servicio de autobuses entre Zarauz y San Sebastián. El viaje dura entre 40 y 45 minutos, si el autobús recorre todas las localidades intermedias, o 15 minutos si es directo. La localidad cuenta con tres paradas para los servicios de Lurraldebus a lo largo de la avenida de Navarra: junto a la intersección con la calle Bañeru, frente al parque Erramu-Iturri y la biblioteca de Sanz-Enea, y en las cercanías del parque de Pilartxo Enea, entre las calles Zinkunegi y Aresti. 
Tras la clausura del Ferrocarril del Urola en 1986 sólo es posible viajar en autobús a Azpeitia y Azcoitia. El trayecto se realiza mediante la compañía Autobuses La Guipuzcoana, adscrita a LurraldeBus, y requiere de hasta 45 minutos.
Además, viajando en ferrocarril hasta Zumaya (8 minutos), se puede realizar transbordo en la misma estación al servicio de autobuses de Euskotren, adscrito a Lurraldebus, para toda la comarca del Urola. Este autobús emplea 25 minutos en llegar 
Para ir en autobús a Bilbao, Irún y otras localidades existe un servicio diario de la compañía ALSA. 
Para ir a Vergara o Mondragón la línea San Sebastián-Vergara-Mondragón-San Sebastián realiza una parada en Zarauz.
También existe la línea que une Zarauz con el aeropuerto de Bilbao operado por la compañía LurraldeBus con servicios diarios de ida y vuelta a cada hora entre las 05:00 y 23:00 horas. 
En verano, entre el 28 de junio y el 2 de septiembre, se pone en marcha la línea de autobús Zarauz-Pamplona con autobuses diarios entre las 2 ciudades. La parada se encuentra en la intersección de las calles Seitximeneta y Guipúzcoa. 
Viajando en autobús a San Sebastián se puede transbordar directamente a la estación de autobús de esta ciudad, con multitud de destinos provinciales, regionales, nacionales e internacionales. La estación de autobús se encuentra junto a la plaza de Pío XII, a 750 m de la estación de ferrocarril a la que llegan los trenes de Euskotren, en el barrio de Amara. Los billetes se adquieren en las oficinas que las diversas compañías tienen en los bajos comerciales del paseo de Vizcaya y la avenida Sancho El Sabio, en las cercanías de la estación. No dispone de baños públicos, cuenta con una oficina de turismo en verano y una parada de taxis. En 2013 comenzaron las obras de la nueva estación de autobuses subterránea junto a la estación de ADIF.

#### Avión
Los aeropuertos más cercanos son el aeropuerto de Bilbao en Lujua(en euskera Loiu), (Vizcaya) y el de aeropuerto de San Sebastián en Fuenterrabía (Guipúzcoa), a 1 hora y 40 minutos respectivamente por la autopista A-8.

#### Carreteras
En cuanto a carreteras, las más importantes son la AP-8 (E-5, E-70 y E-80) y la N-634. Para llegar a la villa por la AP-8 tanto en dirección a Bilbao cómo a San Sebastián, ha de tomarse la salida 11 en el kilómetro 38.

#### Taxi
La parada de taxis de Zarauz se encuentra en la calle Guipúzcoa, frente al colegio Oteiza Lizeo Politeknikoa.

## Ciudades hermanadas
- Hagunia, Sáhara Occidental
- Pontarlier, Francia
- Cardano al Campo, Italia
- La Habana, Cuba
- José C. Paz, Cuba